# Provincia di Ascoli Piceno
La provincia di Ascoli Piceno è un ente locale territoriale delle Marche che conta 200 258 abitanti. Ha per capoluogo Ascoli Piceno e per centro più popoloso San Benedetto del Tronto. La sede amministrativa legale si trova presso il Palazzo del Governo. I suoi abitanti sono comunemente denominati piceni, in ricordo dell'antico popolo italico di cui la preromana Asculum fu capitale.

## Geografia fisica

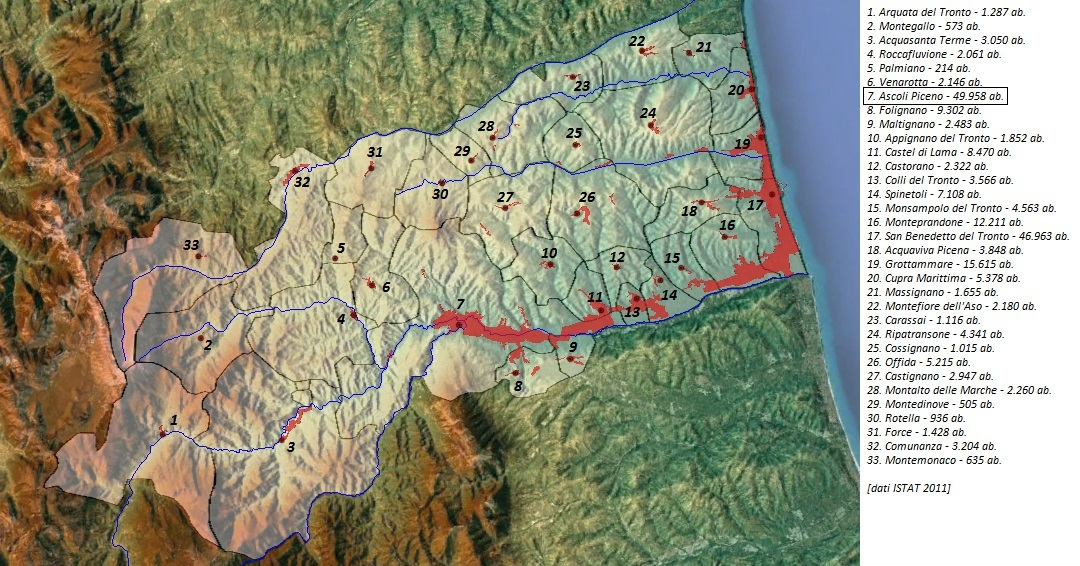
Mappa fisica e topografica della Provincia di Ascoli Piceno

Bagnata a est dal mare Adriatico, la provincia di Ascoli Piceno è la più meridionale delle Marche e confina con tre regioni: l'Abruzzo (provincia di Teramo) a sud, il Lazio (provincia di Rieti) a sud-ovest e l'Umbria (provincia di Perugia) a ovest. Il confine abruzzese è segnato nel tratto orientale dal fiume Tronto, il cui bacino include anche i comuni laziali di Amatrice e Accumoli, che però non sono mai appartenuti amministrativamente al Piceno. Interamente transtruentini sono invece i comuni di Folignano e Maltignano, storici baluardi della città di Ascoli.
Entro la regione Marche la provincia confina inoltre a nord con la provincia di Fermo (lungo il corso dell'Aso) e a ovest con quella di Macerata (lungo lo spartiacque appenninico: la frontiera amministrativa si situa infatti fra il comune di Montemonaco e quello di Castelsantangelo sul Nera, appartenente al bacino del Tevere).
Il territorio provinciale è prevalentemente collinare (62,4%), ma entro i limiti amministrativi delle Marche il Piceno possiede comunque la più alta percentuale di aree montuose: il 37,6% (suddiviso fra i comuni di Acquasanta Terme, Arquata del Tronto, Comunanza, Montegallo, Montemonaco, Roccafluvione), contro il 34,5% di Ancona, il 32,3% di Macerata, il 31,1% di Pesaro e Urbino, il 9,1% di Fermo. La provincia include la cima più elevata della regione, il Vettore (2476 m), e possiede un'ampia fascia preappenninica che culmina nella vetta dell'Ascensione (1108 m) situata appena a nord del capoluogo. Trascurabile è invece la striscia di territorio pianeggiante che si snoda lungo la costa per circa 20 km.
L'alto Piceno è suddiviso fra le comunità montane del Tronto e dei Sibillini (quest'ultima ricaduta in parte nella provincia di Fermo dopo la sua istituzione nel 2004). La zona è occupata dalle vette principali della sottocatena dei Sibillini, con il bacino glaciale del Lago di Pilato (monte Vettore) che si caratterizza per ospitare il minuscolo crostaceo endemico detto chirocefalo del Marchesoni. Il territorio montano provinciale forma anche parte dei parchi nazionali dei Sibillini e del Gran Sasso e Monti della Laga.
Il terreno agricolo produce i frutti tipici delle coltivazioni mediterranee, fra cui l'olivo e la vite. Fra i prodotti principali si ricordano l'oliva ascolana e il vino Rosso Piceno Superiore, la cui zona di produzione è esclusiva della provincia e ha il suo cuore nel crinale settentrionale della media e bassa valle del Tronto. Tale crinale è percorso dall'omonima Strada del Rosso Piceno Superiore (SP 1) che collega Offida a San Benedetto attraverso i comuni di Offida (Borgo Miriam), Ripatransone (Messieri e San Savino) e Acquaviva Picena.

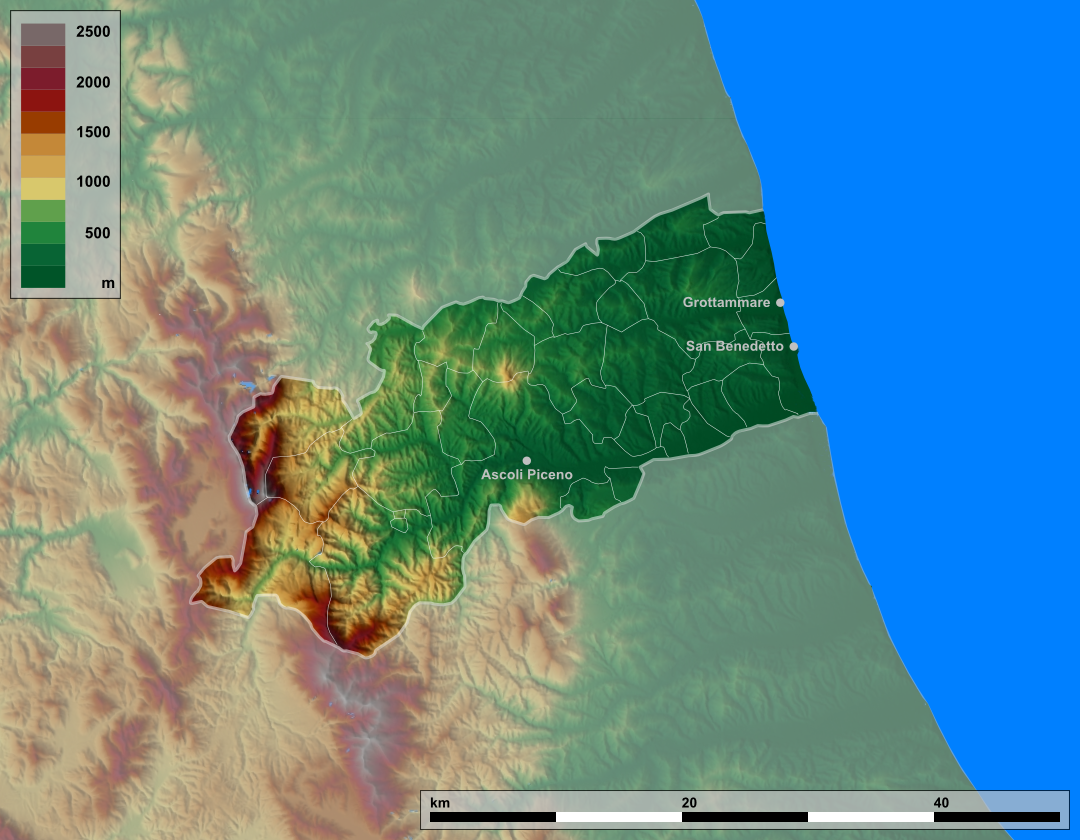
Mappa topografica della provincia

Lungo la costa picena si sviluppa la Riviera delle Palme, denominazione turistica che individua il tratto di costa che va da Cupra Marittima alla foce del Tronto, passando per Grottammare e San Benedetto del Tronto. Quest'ultima, prima città della provincia per popolazione, è anche uno dei maggiori porti pescherecci dell'Adriatico e d'Italia. Un quarto comune costiero è Massignano, che possiede una frazione sul litorale (Marina di Massignano), mentre il capoluogo è in collina.

### Passi e valichi
| Nome            | Altitudine (m) |
| --------------- | -------------- |
| Forca Canapine  | 1.541          |
| Forca di Presta | 1.550          |

## Storia

### Preistoria
Il ritrovamento di schegge e amigdale intorno alla città di Ascoli Piceno attesta la presenza umana fin dall'età della pietra, rappresentata nel Paleolitico inferiore e medio dai protoantropi e dall'uomo di Neanderthal e a partire dal Paleolitico superiore dall'uomo moderno proveniente dall'Europa Orientale, di cultura Aurignaziana e Bertoniana inizialmente, che poi riceve più recentemente influssi dall'Anatolia e dal Medio Oriente, con l'introduzione 6 000 anni fa dell'agricoltura e della ceramica cardiale da parte delle popolazioni neolitiche della Mezzaluna Fertile.  Varie sono le tracce lasciate dall'uomo nell'età del bronzo e del ferro, quando nel territorio giunsero popolazioni di lingua indoeuropea provenienti dalle steppe pontiche, che sovrapponendosi alle popolazioni mediterranee di cultura neolitica andarono a formare i primi popoli italici, di cui i Piceni facevano parte. Questi ultimi, originari della Sabina, penetrarono lungo la valle del Tronto e fondarono vari insediamenti, guidati secondo la leggenda dal picchio sacro al dio Marte.
Importanti vestigia picene si rinvengono tanto nell'agro ascolano e truentino, quanto nel più settentrionale agro cuprense, particolarmente generoso di reperti epigrafici, manifatturieri e tombali. Si ricordano le necropoli di Cupra Marittima, Offida e Spinetoli (età del ferro), i cui scavi hanno portato alla luce materiale di notevole valore archeologico, e le migliaia di manufatti dell'età del bronzo restituiti dal Cuprae Mons (Ripatransone), testimoni di un elevato livello tecnico di lavorazione del metallo e della ceramica.

### Antichità
A partire dalla colonizzazione romana la storia della provincia ascolana ruota essenzialmente intorno alle vicende che videro protagonista il capoluogo e ai rapporti di questo con i centri circostanti. Plinio il Vecchio nella Naturalis historia descrive la città e il territorio come segue.
(Plinio il Vecchio, Naturalis historia)

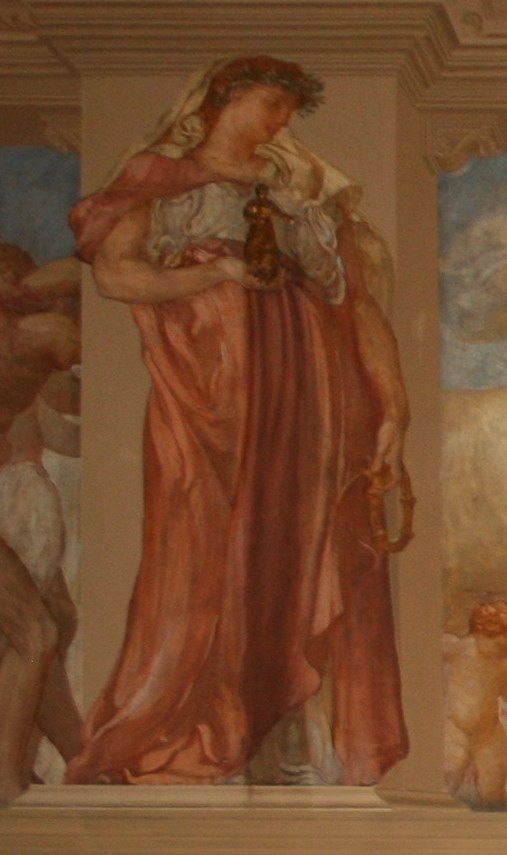
La dea Cupra degli antichi Piceni in un dipinto del De Carolis nel palazzo del Governo di Ascoli: nella mano sinistra la figura reca una tipica armilla

Ascoli, culla della civiltà dei Piceni, sorge sulla via Salaria alla confluenza del fiume Tronto con il torrente Castellano, circondata dal monte Ascensione a nord, dai monti Sibillini a ovest e dai Monti della Laga a sud; a est si apre la vallata del Tronto che giunge fino al mare. Sulla posizione geografica particolarmente favorevole alla difesa della città scrive Strabone:
(Strabone, Geografia)
Nella prima metà del III secolo a.C. Ascoli e il suo territorio divennero parte del sistema egemonico romano, ma con la caduta dei Gracchi, e dopo l'assassinio del tribuno Druso, il malcontento per la mancata risoluzione del problema agrario e della concessione della cittadinanza (91 a.C.) sfociò nella ribellione contro Roma e nell'inizio della guerra sociale. Questo evento rappresentò il momento più significativo della storia civica antica. La città subì quindi l'assedio (che durò circa un anno) e la distruzione da parte di Pompeo Strabone. Risorse tuttavia in età imperiale e divenne la più importante del Piceno, assumendo le prerogative di centro amministrativo della regione e legando il suo destino a quello dell'Impero romano. In epoca imperiale nel territorio dell'attuale provincia, oltre ad Asculum Picenum, erano presenti altri centri urbani di più piccole dimensioni: Cupra Maritima nella costa nord-orientale, Truentum alle foci del Tronto e l'insediamento di Novana, attestato solo da fonti scritte e quindi non facilmente collocabile nel territorio (forse si trovava nella parte settentrionale dell'attuale provincia, nei pressi di Montedinove).

### Medioevo
Dopo la decadenza imperiale Ascoli mantenne un regime autonomo fino a quando, in epoca barbarica, fu raggiunta dai Goti di Alarico I (405). Il condottiero germanico, oltrepassando il Po e Bologna, scese lungo gli Appennini e penetrò nell'area picena restandovi cinque anni. Da qui mosse alla volta di Roma che conquistò con il sacco del 24 agosto 410. Il re dei Visigoti giunse fin sotto le mura di Ascoli, ma vista la solidità delle difese cittadine rinunciò all'attacco. Secondo la tradizione popolare, mentre Alarico stava cercando il punto più favorevole per introdursi in città, apparvero sulle mura di cinta sant'Emidio e i suoi compagni. Il re, spaventato dall'apparizione, desisté dal suo intento.
Ascoli scampò anche alla distruzione di Attila nel 452, poiché il re degli Unni la evitò conoscendo la determinazione e la forza con cui la città l'avrebbe combattuto. Ataulfo la visitò, ma anche questi rinunciò ad attaccarla per l'evidente saldezza delle difese. Si accontentò allora di provvedere ai rifornimenti necessari al suo esercito saccheggiando le campagne vicine. Nel sessantennio compreso tra i regni di Teodorico, re degli Ostrogoti, e del generale Vitige Ascoli visse un periodo di pace. Belisario, nel 540, la assoggettò all'Impero bizantino, e nel 544 Totila, conquistati i castelli della vallata del Tronto, se ne impadronì con l'assedio che la costrinse alla resa.
Liberatisi della dominazione gotica gli ascolani tornarono a governarsi autonomamente. In seguito il duca Faroaldo I a capo dei Longobardi conquistò l'intera Marca e cinse d'assedio la città espugnandola e distruggendola per la seconda volta (578). Il duca mise in atto inoltre un feroce saccheggio che privò Ascoli delle sue ricchezze e ne abbatté mura, torri e palazzi, incorporandola poi territorialmente al Ducato di Spoleto.
Dall'anno 599 la regina Teodolinda, sovrana cattolica consorte di Agilulfo, favorì l'opera di ricostruzione della città e dei suoi castelli. Il territorio fu governato per 196 anni dai gastaldi del Ducato di Spoleto, finché nel 773 Ildebrando assoggettò il ducato alla Santa Sede. Nel 744 Carlo Magno disgiunse Ascoli dal Ducato di Spoleto e, ponendola sotto la protezione della Santa Sede, la costituì in Contea ascolana. In questo periodo furono donati da Ancarano al Capitolo della cattedrale di Sant'Emidio, guidata dal vescovo Justolfo, i castelli di Maltignano e Nereto (il primo destinato al Capitolo, il secondo alla città), i quali passarono sotto la competenza del territorio ascolano.
Grazie alle disposizioni del Privilegium Ottonianum, che ratificava l'accordo raggiunto tra impero e papato, a partire dall'anno 1010 si aprì per il comprensorio della città un nuovo capitolo di storia. Il governo episcopale del territorio fu istituito da papa Sergio IV, che affidò la Contea ascolana al vescovo Emmone. Questi riunì in sé l'esercizio del potere ecclesiastico e secolare e il controllo delle rispettive giurisdizioni con l'ausilio di suoi vicari e viceconti (consoli e senatori nominati tra gli appartenenti alle famiglie nobili della città o del contado).
Più tardi l'imperatore Corrado II concesse ad Ascoli il privilegio di battere moneta e di organizzare mercati e fiere nel comprensorio della diocesi e della contea (1037). Grazie alla munificenza e agli atti di liberalità dei vescovi, la contea vide il fiorire di acquedotti, ospedali, monasteri, ponti e nuove torri. Il governo episcopale ascolano, garantista delle libertà civili del contado, ebbe termine nell'anno 1212.

#### Il periodo comunale
Sul finire del XII secolo Ascoli si eresse a libero comune (1183) e nominò suo primo podestà Berardo di Massio da Lisciano. Il Capitolo ascolano era invece guidato da suo fratello, l'arcidiacono Rinaldo di Massio. I poteri civili erano attribuiti all'autorità comunale, mentre il vescovo esercitava la supremazia spirituale. La città conobbe in età comunale un notevole accrescimento urbanistico e demografico raggiungendo un florido sviluppo civile ed economico. Alla metà del XIII secolo (1250) risalirebbero, di fatto, le norme statutarie del comune trascritte nel 1377.
Oltre ad Ascoli crescevano intanto anche altri centri del territorio, in particolare Offida e Ripatransone (libero comune dal 1205), due forti castelli variamente coinvolti nelle guerre tra Ascoli e Fermo e tra Chiesa e Impero. Dal Duecento in poi furono soprattutto le vicissitudini di Ascoli e Fermo a segnare la storia del potere e delle istituzioni nella Marca tra la caduta degli Svevi e il ritorno del dominio della Chiesa. Tutte le città del Piceno furono alternativamente guelfe e ghibelline, tendendo ad allearsi di volta in volta con la fazione prevalente; ma il declino imperiale e la cattività avignonese favorirono, nel Trecento, l'avvento di numerosi avventurieri e generarono momenti di forte tensione tra le parti.
Il capoluogo fu assoggettato a Federico II nel 1242. Il re penetrò all'interno delle mura sollecitato dai ghibellini e, col pretesto di punire la fazione guelfa, distrusse Ascoli per la terza volta. Nel 1290 papa Niccolò IV, ascolano, con bolla pontificia istituì l'Università cittadina, che affiancò lo Studio Ascolano noto come Collegio dei Dottori. Il comune, sebbene straziato da lotte intestine, riuscì ad accrescere il proprio potere industriale e ad allargare i traffici commerciali confederandosi con Perugia, Siena e Firenze, e nel 1326 stipulò un trattato commerciale con la Repubblica di Venezia.
Al contempo fronteggiava gli attacchi di Fermo, città rivale fin dai tempi della guerra sociale, quando aveva appoggiato Strabone nella conquista di Ascoli. I contrasti si originavano da rivendicazioni di predominio territoriale e di natura commerciale. Ottone IV aveva concesso a Fermo (1º dicembre 1211) il dominio esclusivo del litorale piceno compreso fra il Tronto e il Chienti, ma Federico II arretrò il confine fermano dal Tronto al Ragnola e concesse il Tronto ad Ascoli. L'imperatore infatti aveva consentito agli ascolani la costruzione di un porto sulla sinistra della foce del fiume. Nel 1316 papa Giovanni XXII concesse l'autorizzazione alla realizzazione del porto d'Ascoli, ma i fermani lo distrussero solo pochi anni dopo la sua entrata in funzione. Le ostilità tra ascolani e fermani si protrassero per oltre centocinquant'anni e coinvolsero anche Acquaviva, Offida e Ripatransone, formando una “scacchiera” di alleanze sul territorio.

#### Le signorie
Il regime comunale di Ascoli vide la sua fine all'inizio del XIV secolo quando, a causa delle lotte interne tra famiglie rivali e il dispendio di energie per le guerriglie combattute contro Fermo, si aprì la strada all'instaurazione di dispotiche signorie. Queste si succedettero sotto diversi domini tra i quali quello del ghibellino Giovanni Vannibene della famiglia Dal Monte che governò la città tra il 1318 e il 1319. A questi seguì la tirannia di Galeotto I Malatesta, nominato dagli ascolani Capitan Generale dell'Armi Cittadinesche, cui fu affidato il comando della guerra contro Fermo. Il condottiero arrivò nel 1348 e fu cacciato nel 1353.
Le Costituzioni egidiane, promulgate a Fano nel 1357, furono redatte da Egidio Albornoz che ricevette l'incarico dal pontefice di compilare una topografia dettagliata dei castelli e delle città della Marca che ricadevano nella soggezione dello Stato Pontificio. Al fine di stabilire il rapporto gerarchico di sottomissione con lo Stato fu necessario distinguere tutti i centri che, avendo un rapporto diretto con Roma, godevano di autonomia locale e quelli che, appartenendo allo Stato della Chiesa, erano soggetti ai domini delle città di Fermo e di Ascoli. Tali Costituzioni furono applicate con valore di legge e sancirono i principi amministrativi tesi a regolamentare i territori dipendenti dalla Santa Sede. Il loro dispositivo prevedeva che ogni centro urbano possedesse un proprio statuto comunale sebbene soggiacessero comunque alla legislazione della Chiesa e ristabilirono il ritorno del governo dello Stato Pontificio anche sul territorio ascolano. Definirono Ascoli come una tra le città: «maiores et magis nobiles» delle Marche.
Si ricorda anche la tirannia di Filippo di Massa dei Tibaldeschi, ghibellino, che governò gli ascolani per un solo anno tra il 1360 e il 1361. Questi appartenne a un ramo della dinastia norcina insediatasi ad Ascoli ed ebbe un palazzo tra piazza Arringo e piazza del Popolo. Il suo casato si imparentò con i Massio da Lisciano e strinse legami con le locali famiglie nobiliari dei Dal Monte e degli Sgariglia. Filippo Tibaldeschi, capeggiando un cospicuo gruppo di fuoriusciti, nella notte del 4 luglio 1360, si impadronì con prepotenza del governo della città assaltando la residenza del governatore Bentivoglio fuori sede per ragioni di Stato. Dopo aver sbaragliato e ucciso il corpo di guardia si fece nominare dai suoi sostenitori Conte e Signore di Ascoli il giorno successivo (5 luglio). L'esercizio del suo potere si contraddistinse per despotismo ed efferatezza. L'anno seguente, l'8 luglio 1361, il cardinale Egidio Albornoz, dopo aver scomunicato i Tibaldeschi, inviò nella città picena un contingente di forze armate al fine di dare man forte agli avversari interni del Signore ascolano. I papalini appiccarono incendi alle residenze dei filippisti e lo stesso tiranno si vide costretto ad abbandonare Ascoli cercando riparo presso i Barnabò Visconti, Signori di Milano, ma il Tibaldeschi non riuscì mai a raggiungerli perché morì a Pisa ucciso a causa della delazione di un suo scudiero.
La città tornò sotto il dominio della Chiesa e fu governata da Pedro Gómez Álvarez de Albornoz, vicario pontificio e nipote del cardinale Egidio, fino al 1376. All'epoca imperversavano sul territorio numerose tirannie cittadine, trovando appoggio nella Lega fiorentina avversaria del papa. In mano alla Santa Sede restavano le sole Ascoli e Ripatransone. Il 27 febbraio però Ascoli si rivoltò contro il Gomez, costringendolo a barricarsi entro la cittadella. All'assedio corsero i ghibellini locali, con Rinaldo di Monteverde, capitano di ventura che fu signore di Fermo fino al 1379 (Boffo da Massa un Tibaldeschi, Giovanni Conti e Filippo Bastoni). Accorse anche un esercito di mercenari bretoni e inglesi al soldo del papa.
Gomez Albornoz, nonostante l’esercito ghibellino fosse agguerrito e forte di numerosi soldati, riuscì ad aver salva la vita e a sfuggire alla cattura. In suo aiuto accorse l’esercito del papa che convinse i comandanti ghibellini a desistere dal portare a termine l’impresa.
L'impegno in Ascoli impedì al Monteverde di partecipare all'assedio di Ripa in maggio: fu il primo dei due assalti subiti dal castello e fu respinto dal comandante Carusino. Il 13 settembre i ghibellini tornarono meglio organizzati, con lo stesso Rinaldo, subendo però una nuova sconfitta a causa sia della tradizionale solidità degli assediati sia dell'imperizia degli assedianti: uno dei loro comandanti, Tommaso di Jacobuzio Politi, finì ucciso dalle sue stesse truppe per gli errori commessi, pur avendo vantato una perfetta conoscenza del sistema difensivo. Il 13 dicembre, al termine di dieci mesi d'assedio, il Gomez capitolò, pur riuscendo a salvarsi la vita. Ma le signorie ghibelline locali, avvantaggiatesi della lontananza del papa, non erano destinate a durare; la stessa presenza dell'esercito pontificio sul territorio provocò defezioni nelle loro file. Ascoli tornò alla Santa Sede, trovandosi al fianco di Ancona, di Camerino e della stessa Fermo contro Rinaldo, che fu cacciato dai fermani nel 1379 e poco dopo decapitato.
Sul finire del secolo, nel 1390, papa Bonifacio IX concesse alla città di Ascoli il diritto all'autogoverno ottenuto a seguito del pagamento di un tributo di 2 000 fiorini d'oro annui.
Più tardi, nel 1395, Matteo Acquaviva, duca d'Atri, forte del sostegno dei ghibellini fuoriusciti, attaccò la città ascolana e la conquistò. Questi riuscì a governare per un solo anno prima di essere cruentemente scacciato. Nei primi anni del XV secolo, papa Innocenzo VII cedette Ascoli in feudo al re di Napoli Ladislao che l'affidò al suo delegato Andrea Matteo Acquaviva. Per mantenere il regime di feudalità il re si vide costretto a diminuire le gabelle e ad accordare franchigie, dopo che l'Acquaviva fu minacciato di scomunica da Gregorio XII. Venuto a mancare il re, il figlio naturale di Francesco il Vecchio, Conte da Carrara, occupò la città riuscendo, due anni più tardi, a farsi nominare Signore di Ascoli. Papa Martino V, nel 1426, favorito anche dalla fazione guelfa, pose termine all'asservimento napoletano e ricondusse la città sotto il governo della Chiesa.
Tra le varie dominazioni che si avvicendarono nella città è da citare anche quella di Francesco Sforza che assoggettò Ascoli nel dicembre del 1433 e da cui si allontanò nel gennaio del 1434, dopo aver ottenuto il trattato di resa della città, lasciando a capo del governo suo fratello Giovanni. Questo fu un periodo tra i più bui della storia del capoluogo piceno. Lo Sforza, proveniente dalla Romagna, impiegò solo 18 giorni per la conquista dell'intero territorio della Marca. La rapidità dell'occupazione fu favorita dalla resa delle cittadine marchigiane, tranne Montolmo, presa dal medesimo con l'assalto del 18 dicembre. Fu nominato da Eugenio IV gonfaloniere a vita della Santa Romana Chiesa, titolo che gli conferì il potere della riscossione di censi, tasse, gabelle e fitti. In seguito, lo stesso papa lo fregiò della nomina di Marchese della Marca. Intanto tra gli ascolani cresceva il malcontento per il governo tirannico instaurato da Giovanni Sforza, ceduto in seguito da questi al fratello uterino Rinaldo, e iniziarono a susseguirsi nella città vari tentativi di ribellione soffocati puntualmente da feroci ed efferate repressioni.
Il dominio sforzesco della Marca, che si sarebbe protratto per un quindicennio, cominciò a incrinarsi dopo l'insurrezione di Tolentino. Benché sedata, questa sommossa ebbe immediata eco in un tumulto dei guelfi di Ripatransone (1442). In risposta ai disordini lo Sforza - al comando di truppe fermane particolarmente ostili ai ripani - si determinò a invadere il castello. Vi riuscì nonostante la sua proverbiale imprendibilità, portandovi il saccheggio e l'incendio (21-23 settembre). In seguito però fu costretto a ricostruirlo per la sua importanza strategica nella guerra contro Alfonso d'Aragona (1443). La scelta gli fu fatale: dopo aver cinto i ribelli in un nuovo assedio (1444), il suo esercito finì sbaragliato da una sortita degli uomini di Santoro Pucci il 18 gennaio seguente.
Frattanto gli animi dei rivoltosi ascolani, già in subbuglio, presero definitivamente fuoco in seguito all'ordine dello Sforza di giustiziare Gioacchino Saladini. La sommossa decisiva fu organizzata da Pietro di Vanne Ciucci, signore di Castel di Luco che meditava di uccidere il tiranno, ed esplose nell'estate del 1445. Al comando di circa cento uomini, radunati tra i montanari provenienti anche da villaggi limitrofi all'Acquasantano, Ciucci partì alla volta di Ascoli nella notte tra il 9 e il 10 agosto. Una volta penetrato in città si trovò supportato anche dagli ascolani che si unirono ai suoi insorti, e assaltò il palazzo del governatore. Nell'incursione uccise Rinaldo, insieme ad altre 24 persone presenti nella residenza tra sentinelle e servitù, e restituì la sicurezza di Ascoli alla sovranità della Chiesa. Il popolo ascolano lo proclamò liberatore della patria.
L'insurrezione di Ascoli segnò un altro passo verso la liberazione del Piceno, e l'azione del Ciucci, confermando la vulnerabilità dello Sforza, determinò ulteriormente le restanti città e castelli del territorio a sbarazzarsi della dominazione. Il 24 novembre la rivolta contro Alessandro Sforza divampò anche a Fermo, la città che più a lungo era rimasta fedele agli sforzeschi.
Ascoli, dopo la liberazione dal governo degli Sforza, al fine di riconciliare le due fazioni dei Bencontenti e dei Malcontenti ricorse alla mediazione di Giacomo della Marca sia nel 1456, sia nel 1472, ma gli interventi del religioso non produssero pace duratura fra i due schieramenti. Altra figura rilevante per il capoluogo fu quella di Domenico da Leonessa che contribuì, nel gennaio del 1458, all'istituzione del locale Monte di Pietà, il più antico d'Italia.
Nel 1474 gli ascolani inviarono al papa una loro delegazione per ottenere la Libertas Ecclesiastica, già concessa dalla Santa Sede ad Ancona e Jesi, per instaurare il governo repubblicano. La corte pontificia prendeva tempo, Sisto V rispose di meditare sulla richiesta mediante l'invio di una lettera agli Anziani il 22 marzo 1482. Gli ascolani ormai stanchi di attendere, non rivelarono al popolo il vero contenuto della missiva, divulgando, al contrario, che lo Stato Pontificio aveva accolto la loro istanza. Qualche tempo dopo il papa venuto a conoscenza della situazione inviò una seconda lettera in cui chiedeva ai Magistrati di Ascoli di riportare il governo allo «stato primiero». In seguito, il pontefice accettò lo stato di fatto e, con la bolla del 18 luglio 1482, omologò la concessione. Il governo instaurato, autonomo da Roma, durò fino al 1502 e, sebbene, segnò un periodo di sviluppo economico, non produsse effetti pacificatori tra le lotte interne e le agitazioni dei fuoriusciti. Tra questi si trovava anche Astolfo Guiderocchi, nobile ascolano, che riuscì a tornare in città e a instaurare la sua tirannia nel 1498. La cittadinanza, per liberarsene, invocò l'aiuto di papa Giulio II che, nel 1504, lo sostituì con un commissario pontificio. Il governatore, su ordine dello stesso papa, fu arrestato e condotto prigioniero nella rocca di Forlì. Ad Ascoli rimasero, però, dei suoi sostenitori che continuarono a porre in essere disordini nella città. Nel Natale del 1535 si barricarono all'interno del palazzo dei Capitani del Popolo, il commissario Giambattista Quieti, per sedare la rivolta, fece dare alle fiamme l'edificio. Questo evento produsse danni sia alla struttura sia agli archivi storici custoditi all'interno del fabbricato.

### Età moderna
Durante il XVI secolo, papa Paolo III, successore di Clemente VII, si occupò del governo ascolano nominando un nuovo commissario e operò per il restauro della fortezza malatestiana affidandone l'esecuzione ad Antonio da Sangallo il Giovane.
I commissari pontifici non governarono, tuttavia, sempre con moderazione ed equità, attirando, talvolta, le ire delle fazioni e del popolo. Un efferato episodio, a tal proposito, avvenne nel 1555, quando all'interno della sagrestia del duomo cittadino fu ucciso il vicecommissario ascolano Sisto Bezio, ricordato come un uomo «aspro e prepotente», che disattese le direttive moderate e pacifiche indicate da Giulio III. Il pontefice stesso ordinò la punizione dei congiurati e obbligò il comune ascolano a versare la multa di 9 000 scudi.
Durante il Seicento negli accadimenti della storia cittadina non si annoverano momenti di particolare rilievo. Fu un periodo relativamente tranquillo se si considera che cessarono le guerre con i territori vicini, si sopirono le lotte tra fazioni rivali e ripresero vigore le corporazioni delle arti e mestieri dell'età comunale.
A questo secolo seguì il XVIII e anche nella città di Ascoli arrivarono gli ideali proclamati dai rivoluzionari francesi di Liberté, Égalité, Fraternité. Il motto del pensiero d'oltralpe fu accolto con entusiasmo dal popolo maggiormente incline e attento ai segni dei tempi che cambiano. Nel 1799 giunsero le truppe franco-cisalpine e i repubblicani locali piantarono l'albero della libertà in piazza del Popolo, ma le loro speranze furono ben presto deluse dai comportamenti perpetrati dai francesi che depredarono chiese e conventi, smantellarono la fortezza Pia e pretesero il pagamento di forti indennizzi. Queste angherie e vessazioni determinarono le ragioni dell'insorgenza popolare contro le prepotenze subite dalla dominazione napoleonica. Contro l'oppressione e il dispotismo giacobino si levarono il popolo di Ascoli e delle montagne vicine che trovarono in Giuseppe Costantini, meglio noto come Sciabolone, la loro figura di riferimento. Egli comandò i montanari insorti contro il governo repubblicano instaurato dai francesi e condusse la guerriglia nel territorio ascolano. La sua banda divenne ben presto la più nota e temibile della montagna e seppe guadagnarsi il rispetto del generale napoleonico D'Argoubet con cui sottoscrisse la pace a Mozzano del 1799.
Tra il 1820 e il 1821, il diffondersi delle società segrete coinvolse alcuni cittadini ascolani che seguirono il generale Pepe contro gli austriaci. Nel 1824 Ascoli fu prescelta come sede capoluogo di una delle sei delegazioni della regione Marche.  Seguirono drammatici anni compresi tra il 1848 e il 1849 quando, dopo l'occupazione austriaca fu riconsegnata al governo della Santa Sede. Nel biennio spesso si tennero in città manifestazioni patriottiche e partenze di contingenti di cittadini volontari alla volta della Lombardia per la difesa di Roma.

### Età contemporanea

Evoluzione storica della provincia di Ascoli Piceno dal 1816 al 2009

Con l'avvento di Napoleone (fine XVIII-inizio XIX secolo) lo Stato della Chiesa fu smembrato fra gli stati satelliti della Francia e lo stesso Impero francese. Il Piceno, unito ai territori di Fermo e (inizialmente) Camerino, formò la suddivisione amministrativa del dipartimento del Tronto, prima nella Repubblica Romana e poi nel Regno d'Italia. Il dipartimento aveva per capoluogo Fermo, mentre Ascoli era sede di un distretto suddiviso nei cantoni di Ascoli, Montalto e Offida.
Intervenuta la Restaurazione, il papa Pio VII riformò la pubblica amministrazione dello Stato della Chiesa con motu proprio "Quando per ammirabile disposizione" del 6 luglio 1816, suddividendo il territorio pontificio in diciassette delegazioni apostoliche più la comarca di Roma. Le delegazioni o province erano distinte in tre classi. Il territorio marchigiano fu ripartito in sei delegazioni: Camerino, Urbino e Pesaro, Ancona, Macerata, Fermo e Ascoli.
Il motu proprio di Leone XII datato 5 ottobre 1824 dispose la riunione di otto delegazioni pontificie in quattro nuove province: Spoleto e Rieti, Viterbo e Civitavecchia, Macerata e Camerino, Fermo e Ascoli. Tuttavia, il riparto territoriale definitivo fu emanato solo con il successivo motu proprio del 21 dicembre 1827, che precisò i confini della delegazione di Fermo e Ascoli scorporandone Gualdo, Loro, Mogliano, Petriolo e Sant'Angelo in Pontano e aggregandovi Montegranaro, Monte San Pietrangeli e Sant'Elpidio a Mare. Ristabilì inoltre il tribunale di Ascoli, soppresso tre anni prima. Le nuove delegazioni riunite si aggiungevano all'unica delegazione “bicipite” preesistente (quella di Urbino e Pesaro); la doppia denominazione corrispondeva a un preciso assetto amministrativo, poiché il delegato risiedeva in uno dei capoluoghi, mentre nell'altro era previsto un luogotenente con funzioni specifiche. Nella provincia di Fermo e Ascoli il delegato era insediato a Fermo. In ogni delegazione l'amministrazione dei comuni prevedeva un consiglio comunale (composto da un numero di membri proporzionale alla popolazione residente) e una magistratura.
In questo modo si definirono i confini della provincia di Ascoli Piceno che sarebbero stati ereditati dal Regno d'Italia, salvo soltanto il regolamento di confini con il Regno delle Due Sicilie che nel 1852 determinò, tra l'altro, la cessione di Ancarano. L'unità della provincia venne però a cessare con Gregorio XVI, che divise nuovamente Ascoli da Fermo. In seguito papa Pio IX, con l'editto del 22 novembre 1850 redatto dal cardinal Giacomo Antonelli dando seguito al motu proprio emesso dal pontefice il 12 settembre 1849, riformò il sistema delle delegazioni prevedendo quattro legazioni più il circondario di Roma. La Legazione delle Marche era a sua volta suddivisa nelle tradizionali sei delegazioni istituite da Pio VII (Urbino e Pesaro, Ancona, Macerata con Loreto, Camerino, Fermo, Ascoli). L'atto distingueva cinque classi di comuni in base alla popolazione residente, rappresentata proporzionalmente dal numero dei consiglieri nominati. Come già previsto anche nell'editto del 1816, i consiglieri erano scelti dal delegato, approvati dal Cardinal Prefetto della Consulta e sottoposti al parere della Congregazione.
L'Unità d'Italia determinò di nuovo la riunione delle due province, ma questa volta il capoluogo fu individuato nella città di Ascoli Piceno, mentre Fermo restava sede di un circondario. Vittorio Emanuele II, con il regio decreto n. 4302, del 19 settembre 1860, nominava Lorenzo Valerio, politico piemontese e governatore della provincia di Como, quale «Nostro Commissario Generale straordinario nelle Provincie delle Marche». Questi dipendeva dal Ministero dell'Interno e aveva «sottoposte a se tutte le autorità nelle provincie delle Marche». Valerio, accettata la carica, stabilì per le giornate del 4 e 5 novembre 1860 le consultazioni per il Plebiscito che avrebbe accolto, con il favore del 99,1 dei voti validi, l'annessione delle Marche al Regno di Sardegna, come emesso dal successivo regio decreto n. 4500, emanato il 17 dicembre 1860. A questo seguì il regio decreto n. 4495 di Eugenio di Savoia-Villafranca del 22 dicembre 1860 istitutivo della provincia di Ascoli che fu nominata capoluogo e divenne una delle provincie della regione. Il territorio di competenza fu composto da due circondari quello di Ascoli e quello di Fermo, suddivisi a loro volta rispettivamente in sei e sette mandamenti, i primi rappresentati da diciotto consiglieri provinciali e i secondi da ventidue. Al decreto fu unita la relazione redatta dall'allora ministro dell'Interno Marco Minghetti che spiegava le ragioni del dispositivo contenuto nel documento. La scelta ricadde sulla città ascolana per l'ubicazione della sua centralità geografica e strategica idonea a controllare il territorio del versante centrale che affaccia sul mare Adriatico compreso tra il Chienti e il Vomano. Lo stesso decreto descriveva Ascoli come una città garantista degli ideali patriottico-risorgimentali e di dimostrata fede liberale. Le ragioni profilate non furono ben accolte e condivise dai fermani che manifestarono il loro malcontento per la scelta del capoluogo e forti della loro maggioranza numerica di rappresentanti, appigliandosi al secondo articolo del decreto, si avvalsero della facoltà di proporre al governo, durante la prima sessione del consiglio provinciale, di cambiare la sede da Ascoli a Fermo.
Argomentarono adducendo varie motivazioni tra cui quella riguardante i territori dell'ex regno borbonico. Nelle intenzioni del decreto Minghetti (22 dicembre 1860) la nuova provincia avrebbe dovuto includere anche parte del Teramano, ma il progetto restò lettera morta. I consiglieri fermani rivendicarono la riunione dei mandamenti di Accumoli, Amatrice e Ancarano alla provincia di Ascoli sebbene la decisione non ebbe esito positivo per il veto posto dalle autorità governative. Nella vivace riunione consigliare del 13 marzo 1862 i fermani trattarono nuovamente per ottenere lo spostamento del capoluogo nella loro città. Il testo conclusivo del verbale della seduta di quel Consiglio Provinciale evidenziava l'importanza delle ragioni storiche, economiche, sociali e topografiche (in quanto Ascoli trovandosi sul tracciato della via Salaria garantiva un rapido collegamento con la capitale) affinché la nomina restasse alla città. Le polemiche si trascinarono ancora in molte sedute e anche negli anni successivi. Il circondario di Fermo fu soppresso nel 1927 dalla riforma amministrativa fascista.
Il XX secolo e soprattutto il secondo dopoguerra videro in provincia l'espansione della città di San Benedetto del Tronto, che grazie alla pesca e alle attività collaterali acquistò sempre maggiore importanza sul territorio e a livello nazionale. Contestualmente crebbe la vitalità industriale della valle del Tronto, che divenne un agglomerato urbano senza quasi soluzione di continuità (snodantesi tra il capoluogo e Porto d'Ascoli nei centri di Marino del Tronto, Campolungo, Villa Sant'Antonio, Villa San Giuseppe, Pagliare, Stella, Centobuchi) e assurse a fulcro dell'economia provinciale.
Il territorio della provincia ascolana ha subito una drastica decurtazione nell'anno 2004, quando con la legge 11 giugno dello stesso anno, n. 147, Fermo è divenuta capoluogo dell'omonima nuova provincia operante dal 2009. Il territorio fermano ha riunito un totale di 40 comuni di cui 38 a nord dell'Aso e due a sud del medesimo fiume (Pedaso e Campofilone) sotto una nuova amministrazione. Questa variazione ha ricostituito il territorio fermano in confini parzialmente diversi da quelli del 1860.
Ultimamente si è parlato più volte di una possibile annessione dei comuni teramani della Val Vibrata e di Valle Castellana e dei comuni laziali di Accumoli e Amatrice alla provincia di Ascoli Piceno. Il 7 luglio 2010 è stata presentata a Nereto la richiesta di annessione dei 12 comuni vibratiani alla provincia marchighiana tramite referendum. Un primo tentativo di avvicinamento di Amatrice ad Ascoli Piceno è quello della partecipazione del primo alla Quintana del 2011.
Nel 2020 il comune di Valle Castellana ha svolto un referendum per chiedere ai suoi cittadini se volessero passare dell'Abruzzo alle Marche e quindi dalla Provincia di Teramo a  quella di Ascoli Piceno, l'esito fu negativo,
Dal 2020 il capoluogo, Ascoli Piceno, è superato per popolazione comunale da San Benedetto del Tronto.

### Onorificenze
La provincia di Ascoli Piceno è tra gli enti decorati al valor militare per la guerra di liberazione, insignita il 9 aprile 1973 della Medaglia d'oro al valor militare per la propria attività nella lotta partigiana durante la seconda guerra mondiale:

### Monumenti e luoghi d'interesse
La cattedrale di Ascoli Piceno, il battistero di San Giovanni, la chiesa dei Santi Vincenzo e Anastasio e la chiesa di Sant'Agostino di Montalto delle Marche sono considerati monumento nazionale italiano.

#### Architetture religiose

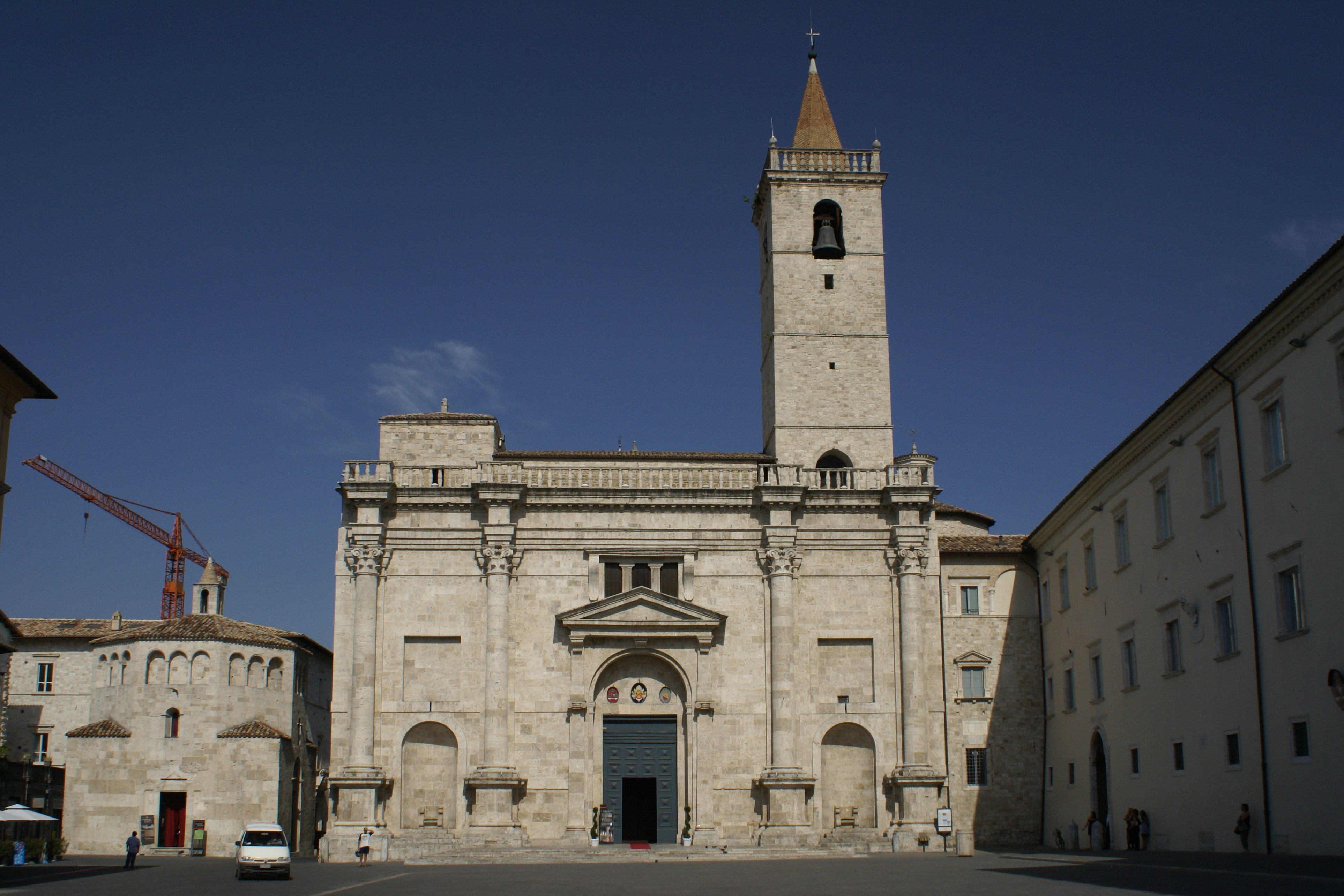
Cattedrale di Sant'Emidio

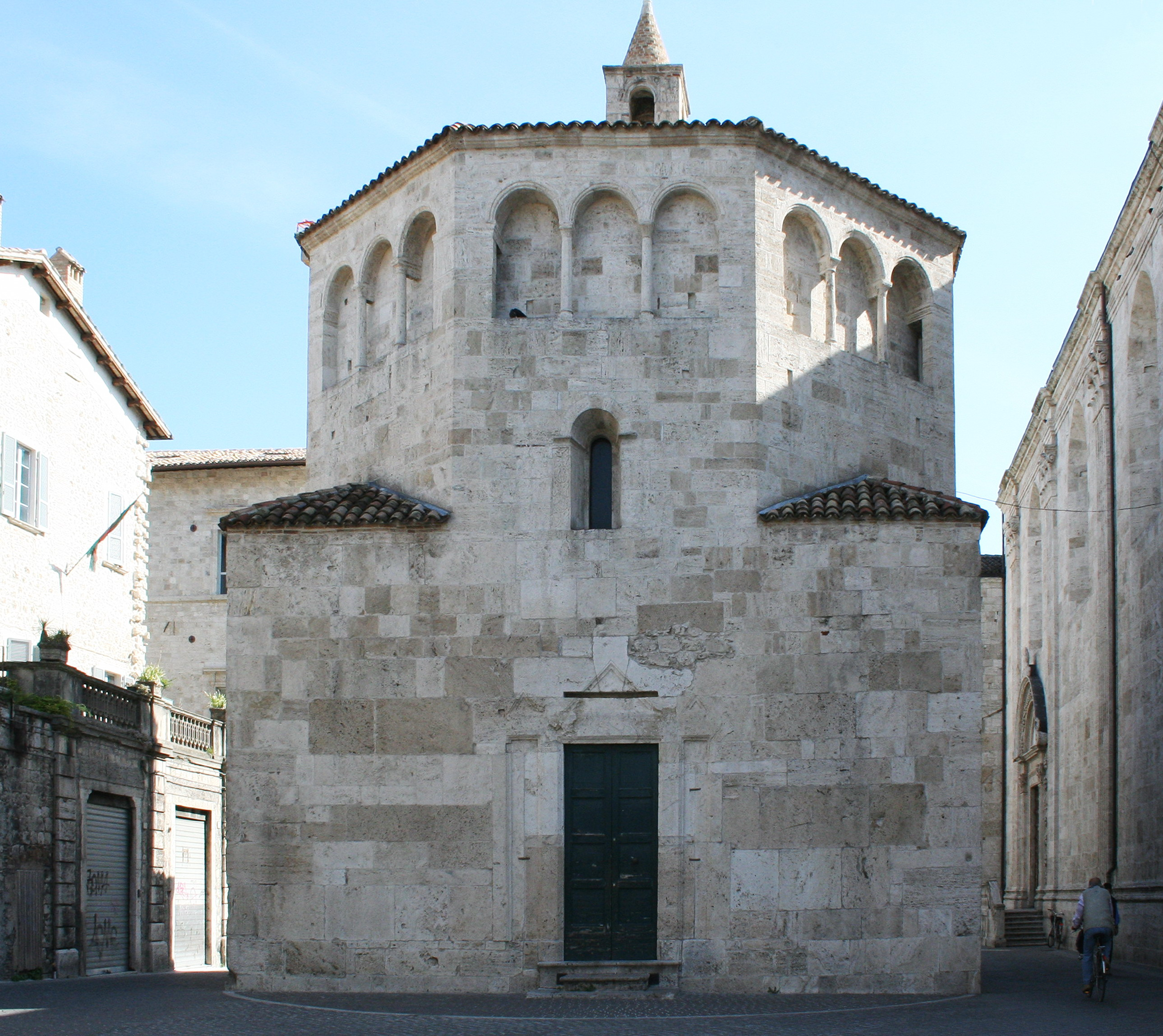
Battistero di San Giovanni

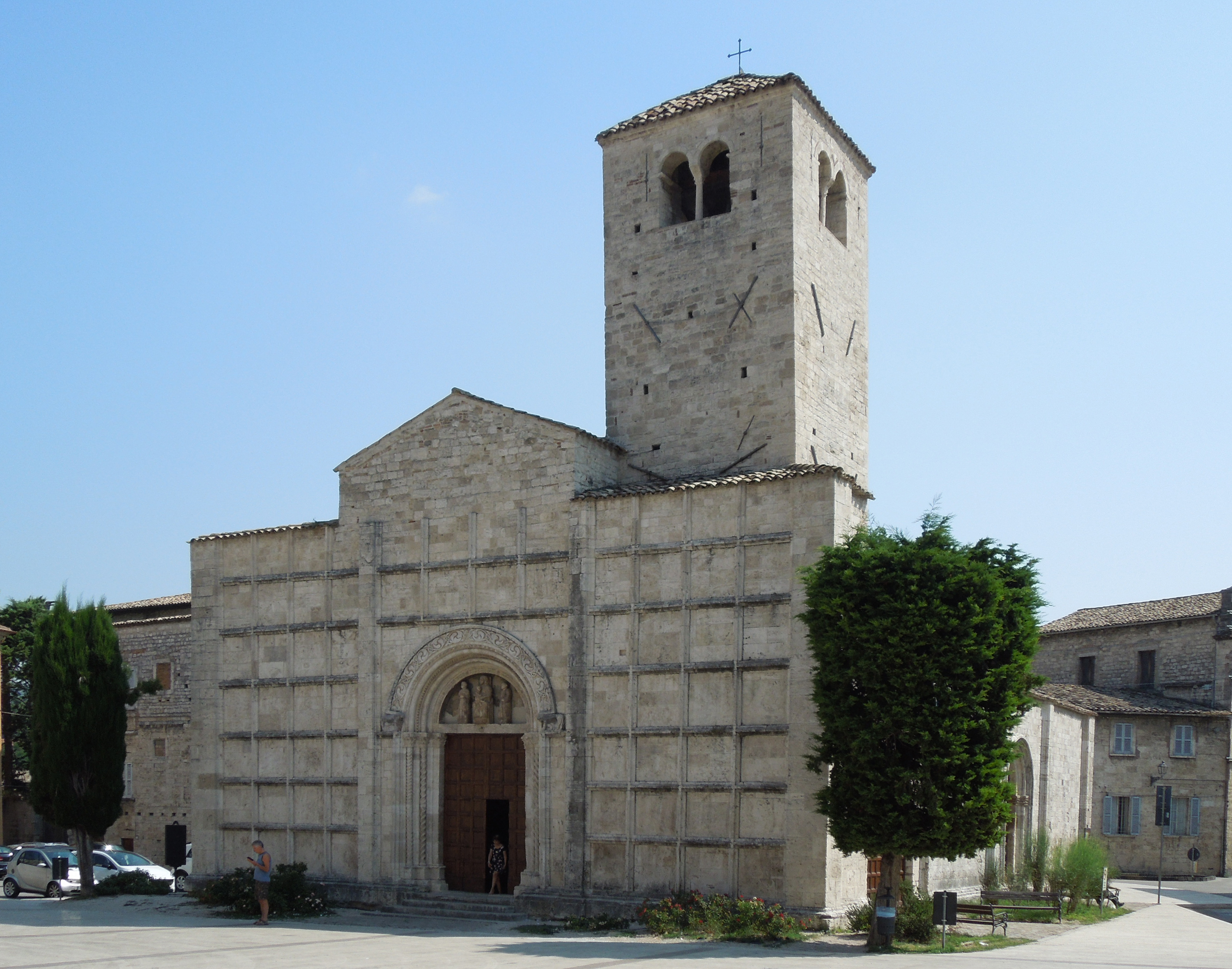
Chiesa dei Santi Vincenzo e Anastasio

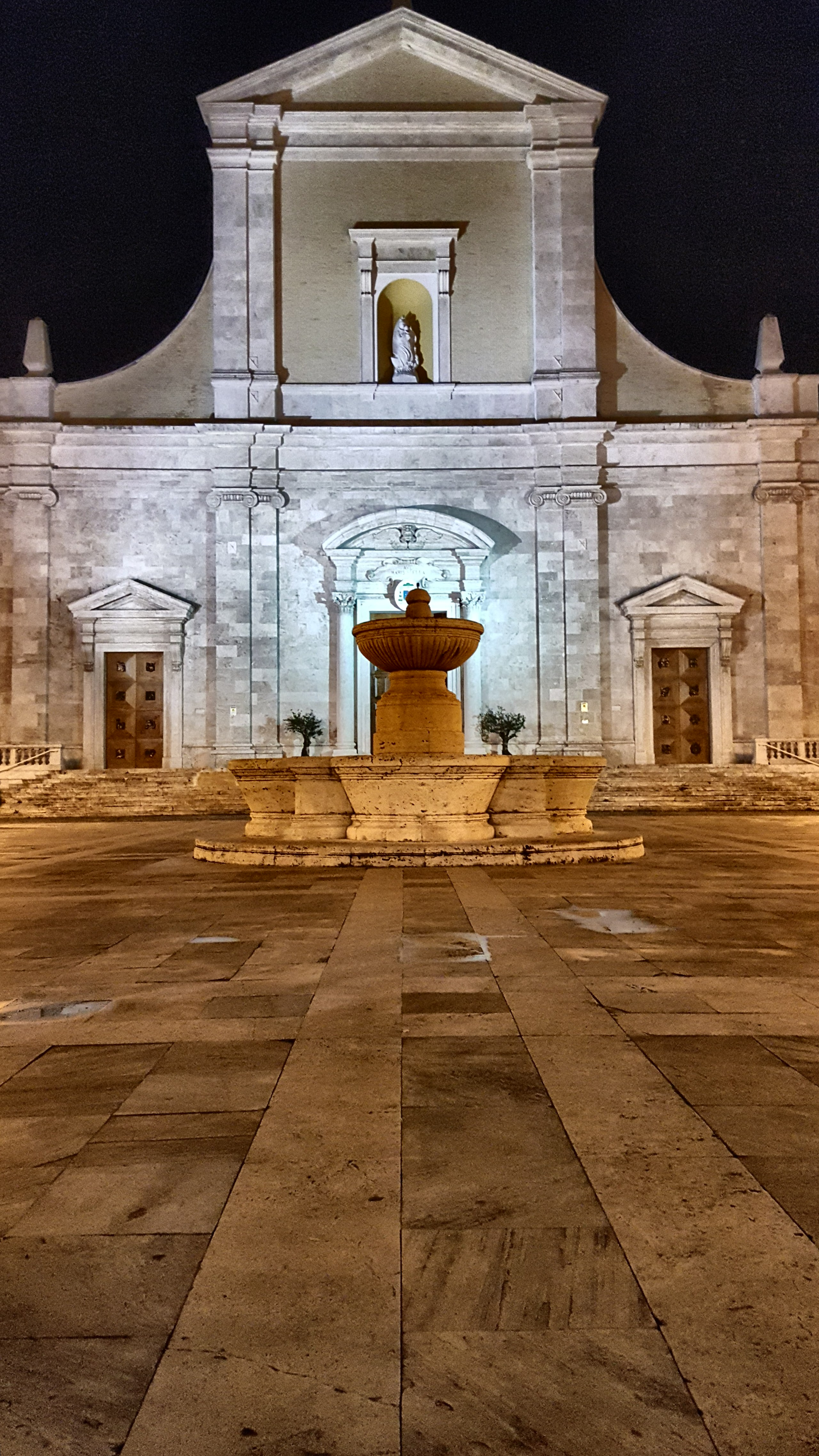
Cattedrale di Santa Maria della Marina

| Comune                   | Chiese, santuari e oratori                             |
| ------------------------ | ------------------------------------------------------ |
| Ascoli Piceno            | Cattedrale di Sant'Emidio                              |
| Ascoli Piceno            | Battistero San Giovanni                                |
| Ascoli Piceno            | Chiesa di Sant'Agostino                                |
| Ascoli Piceno            | Chiesa dell'Angelo Custode                             |
| Ascoli Piceno            | Chiesa di Sant'Angelo Magno                            |
| Ascoli Piceno            | Chiesa di San Cristoforo                               |
| Ascoli Piceno            | Chiesa del Santissimo Crocifisso dell'Icona            |
| Ascoli Piceno            | Chiesa di San Francesco                                |
| Ascoli Piceno            | Chiesa di San Giacomo Apostolo                         |
| Ascoli Piceno            | Chiesa di San Gregorio Magno                           |
| Ascoli Piceno            | Chiesa di Sant'Ilario                                  |
| Ascoli Piceno            | Chiesa di Santa Maria del Buon Consiglio               |
| Ascoli Piceno            | Chiesa di Santa Maria della Carità                     |
| Ascoli Piceno            | Chiesa di Santa Maria del Carmine                      |
| Ascoli Piceno            | Chiesa di Santa Maria delle Donne                      |
| Ascoli Piceno            | Chiesa di Santa Maria Intervineas                      |
| Ascoli Piceno            | Chiesa di Santa Maria del Lago                         |
| Ascoli Piceno            | Chiesa di Sant'Onofrio                                 |
| Ascoli Piceno            | Chiesa di San Pietro in Castello                       |
| Ascoli Piceno            | Chiesa di San Pietro Martire                           |
| Ascoli Piceno            | Chiesa dei Santi Pietro e Paolo                        |
| Ascoli Piceno            | Chiesa di San Salvatore di Sotto                       |
| Ascoli Piceno            | Chiesa di San Tommaso Apostolo                         |
| Ascoli Piceno            | Chiesa di San Venanzio                                 |
| Ascoli Piceno            | Chiesa dei Santi Vincenzo e Anastasio                  |
| Ascoli Piceno            | Chiesa di San Vittore                                  |
| Ascoli Piceno            | Tempietto di Sant'Emidio alle Grotte                   |
| Ascoli Piceno            | Tempietto di Sant'Emidio Rosso                         |
| San Benedetto del Tronto | Cattedrale di Santa Maria della Marina                 |
| San Benedetto del Tronto | Chiesa abbaziale di San Benedetto Martire              |
| San Benedetto del Tronto | Chiesa di San Giuseppe                                 |
| Cupra Marittima          | Chiesa di Santa Maria in Castello                      |
| Montalto delle Marche    | Concattedrale di Santa Maria Assunta                   |
| Montegallo               | Chiesa di Santa Maria in Lapide                        |
| Ripatransone             | Concattedrale di San Gregorio Magno e Santa Margherita |

#### Castelli

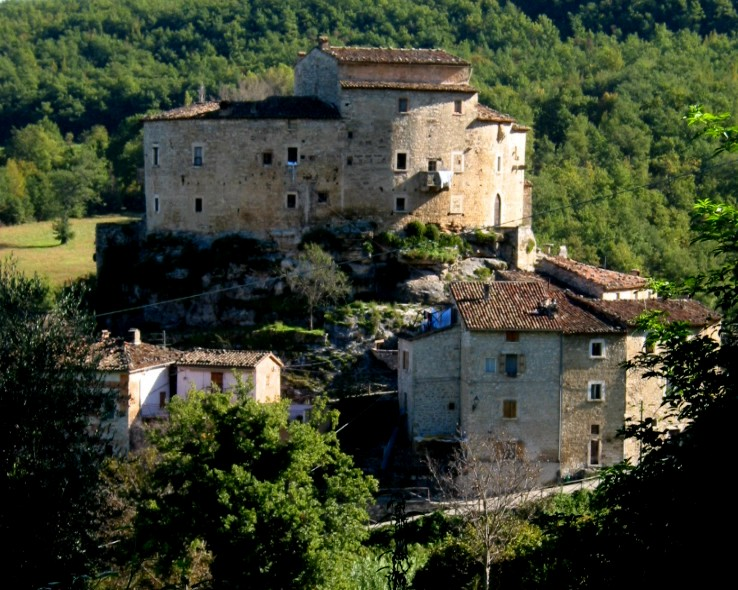
Castel di Luco

| Comune             | Castelli                 |
| ------------------ | ------------------------ |
| Acquasanta Terme   | Castel di Luco           |
| Acquaviva Picena   | Fortezza degli Acquaviva |
| Arquata del Tronto | La Rocca                 |
| Ascoli Piceno      | Castel Trosino           |
| Ascoli Piceno      | Forte Malatesta          |
| Ascoli Piceno      | Fortezza Pia             |
| Carassai           | Rocca Monte Varmine      |

#### Musei

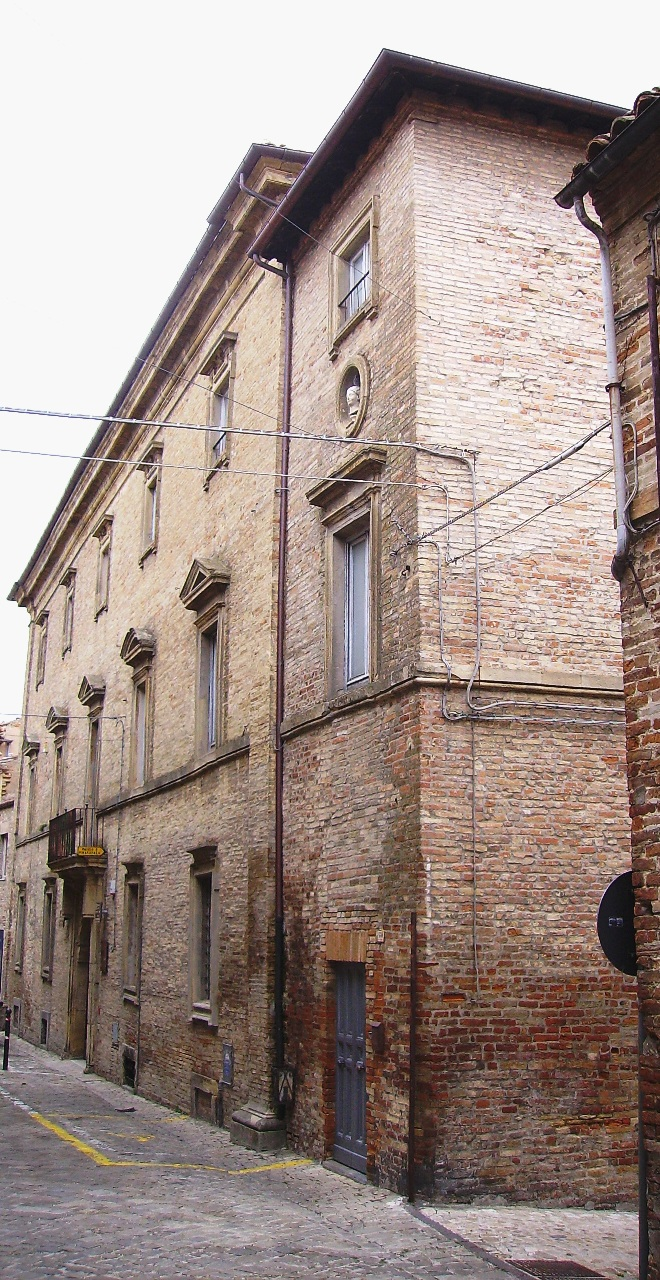
Museo civico di Ripatransone - Palazzo Bonomi Gera

| Comune                   | Musei                                          |
| ------------------------ | ---------------------------------------------- |
| Ascoli Piceno            | Pinacoteca civica                              |
| Ascoli Piceno            | Galleria d'arte contemporanea "Osvaldo Licini" |
| Ascoli Piceno            | Museo dell'arte ceramica                       |
| Ascoli Piceno            | Polo museale Forte Malatesta                   |
| Ascoli Piceno            | Musei della Cartiera papale                    |
| Ascoli Piceno            | Museo archeologico statale                     |
| Ascoli Piceno            | Museo diocesano                                |
| Ascoli Piceno            | Emygdius museum                                |
| Ripatransone             | Museo civico di Ripatransone                   |
| Ripatransone             | Museo civico archeologico "Cesare Cellini"     |
| Cupra Marittima          | Museo malacologico piceno                      |
| San Benedetto del Tronto | MAM - Museo d'Arte sul Mare                    |
| San Benedetto del Tronto | Museo del mare                                 |
| San Benedetto del Tronto | Villa Marittima                                |

#### Monumenti

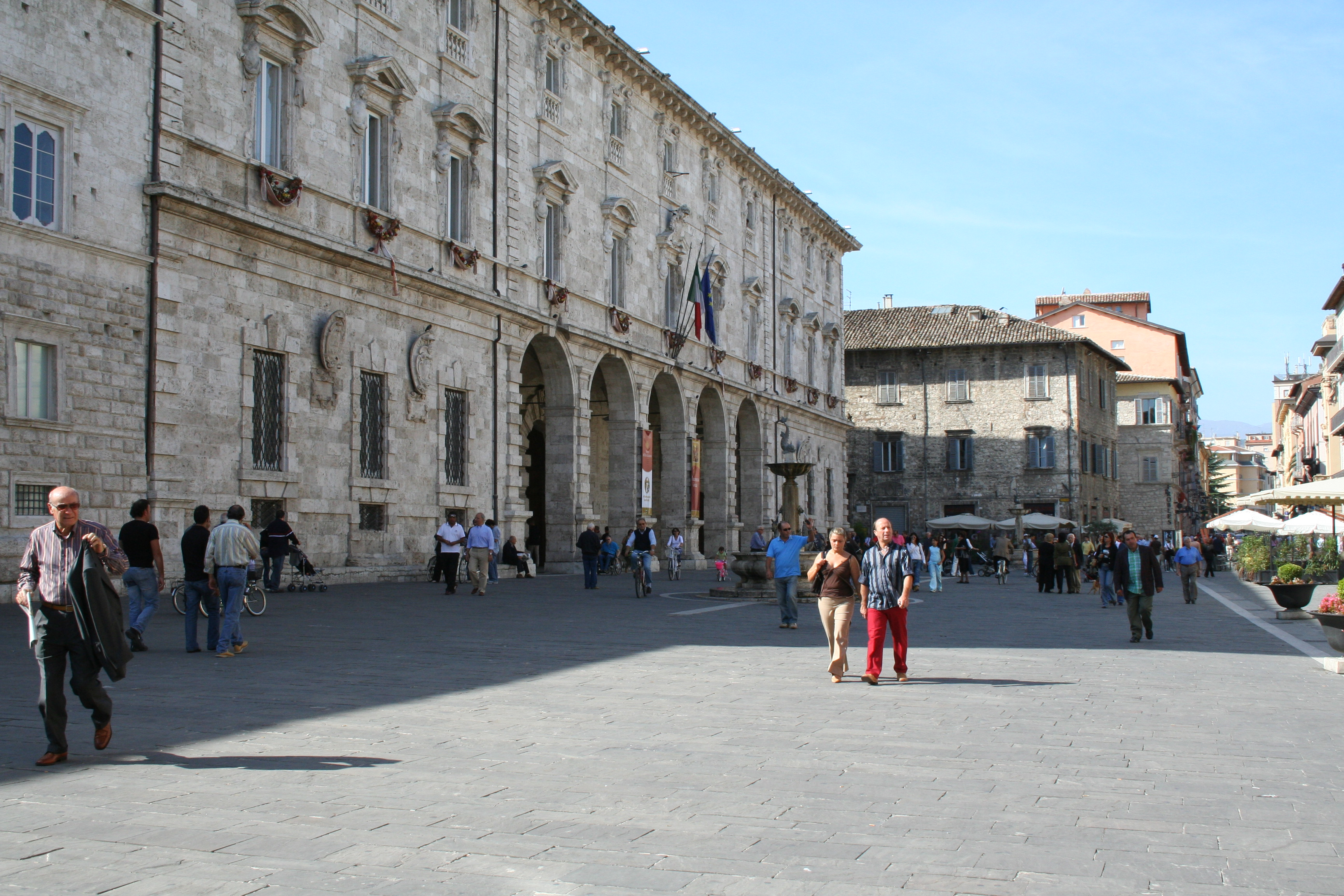
Facciata del Palazzo dell'Arengo

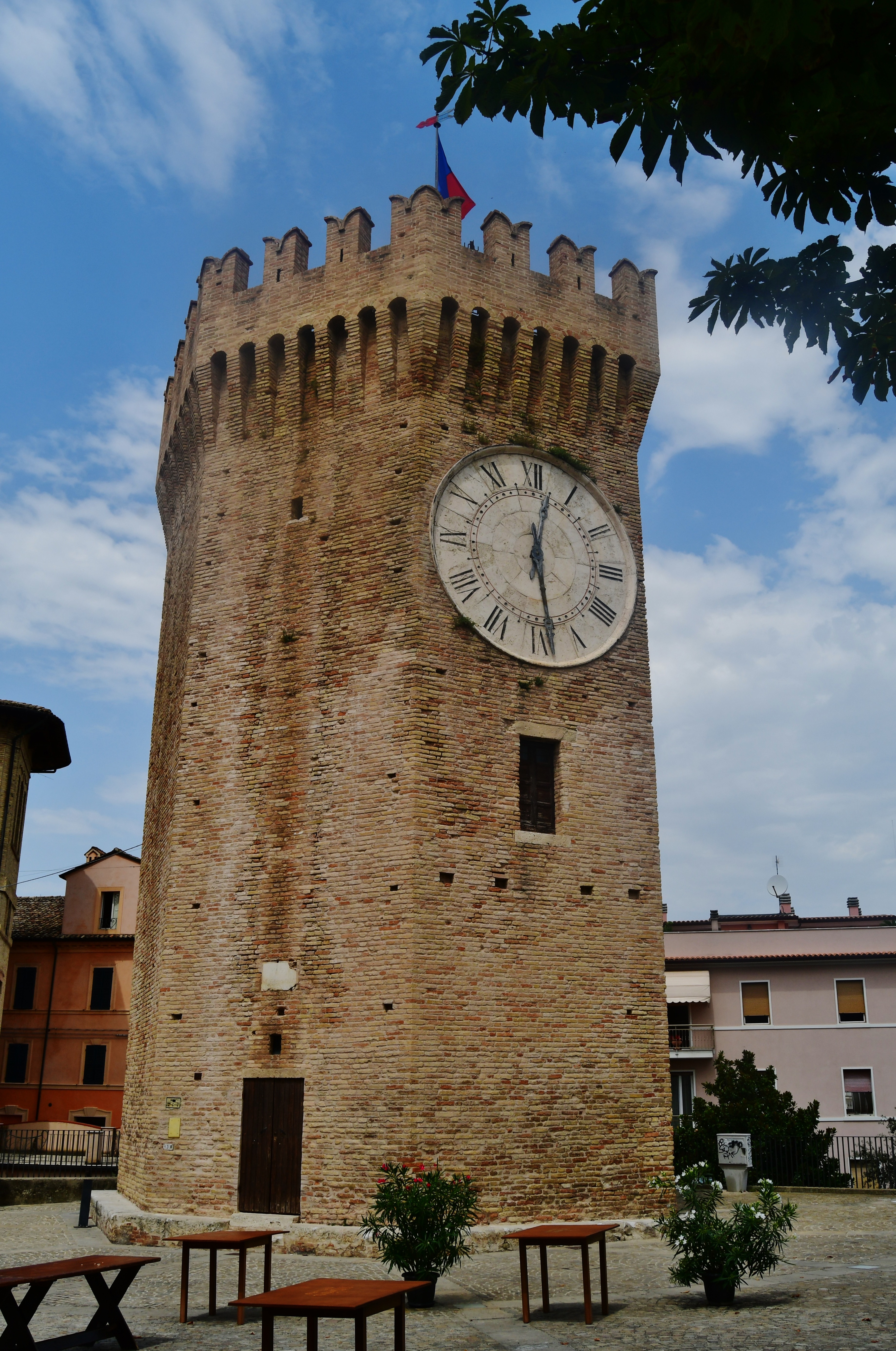
Torre dei Gualtieri

| Comune                   | Monumenti                          |
| ------------------------ | ---------------------------------- |
| Ascoli Piceno            | Chiostro Maggiore di San Francesco |
| Ascoli Piceno            | Eremo di San Marco                 |
| Ascoli Piceno            | Fonte di Sant'Emidio               |
| Ascoli Piceno            | Grotte dell'Annunziata             |
| Ascoli Piceno            | Loggia dei Mercanti                |
| Ascoli Piceno            | Palazzo dell'Arengo                |
| Ascoli Piceno            | Palazzo Bonaparte                  |
| Ascoli Piceno            | Palazzo dei Capitani del Popolo    |
| Ascoli Piceno            | Palazzetto Longobardo              |
| Ascoli Piceno            | Palazzo del Governo                |
| Ascoli Piceno            | Palazzo Malaspina                  |
| Ascoli Piceno            | Porta della Musa                   |
| Ascoli Piceno            | Porta Romana                       |
| Ascoli Piceno            | Porta Solestà                      |
| Ascoli Piceno            | Porta Tufilla                      |
| Ascoli Piceno            | Torre degli Alvitreti              |
| Ascoli Piceno            | Torre degli Ercolani               |
| San Benedetto del Tronto | Torre dei Gualtieri                |

#### Teatri

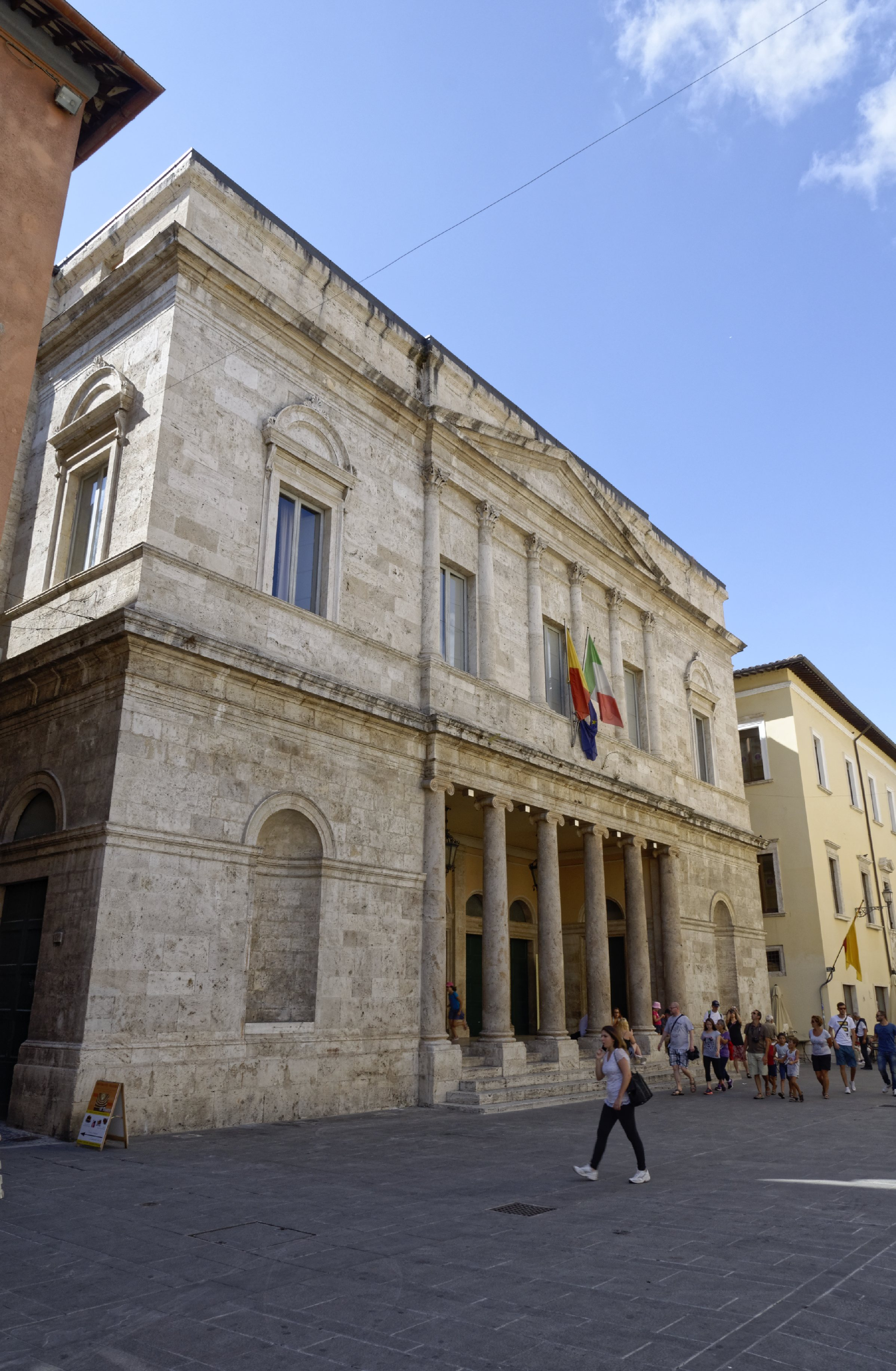
Teatro Ventidio Basso

| Comune                   | Teatri                      |
| ------------------------ | --------------------------- |
| Ascoli Piceno            | Teatro Ventidio Basso       |
| Ascoli Piceno            | Teatro dei Filarmonici      |
| Ascoli Piceno            | Teatro romano               |
| Ascoli Piceno            | Auditorium Emidio Neroni    |
| Offida                   | Teatro Serpente Aureo       |
| Ripatransone             | Teatro Luigi Mercantini     |
| San Benedetto del Tronto | Teatro comunale Concordia   |
| San Benedetto del Tronto | Palariviera                 |
| San Benedetto del Tronto | CineTeatro San Filippo Neri |

### Aree naturali

#### Parchi nazionali
- Parco nazionale dei Monti Sibillini
- Parco nazionale del Gran Sasso e Monti della Laga

#### Riserve naturali
- Riserva naturale regionale Sentina

## Società

### Evoluzione demografica
Abitanti censiti
Dopo lo scorporo della Provincia di Fermo la popolazione è passata da 350 000 a circa 198 000 abitanti;
considerando soltanto la superficie attuale della Provincia di Ascoli Piceno, dall'Unità d'Italia a oggi ogni censimento decennale ha registrato un incremento della popolazione.

### Tradizioni e folclore
- Cavallo di fuoco di Ripatransone. Rievocazione storica dello spettacolo pirotecnico.
- Carnevale di Offida
- Festa Madonna della Marina di San Benedetto del Tronto. Consiste in una processione in mare con i pescherecci, in cui i pescatori rendono omaggio alla Madonna.
- Torneo cavalleresco della Quintana di Ascoli Piceno. Rievocazione storica della giostra equestre.

### Qualità della vita
La provincia di Ascoli Piceno si attesta spesso in buone posizioni nelle classifiche sulla qualità della vita stilate dai due maggiori quotidiani economici, Il Sole 24 Ore e Italia Oggi e dall’associazione ambientalista Legambiente. La classifica de Il Sole 24 Ore del 2017 che vide al primo posto la provincia di Belluno, posizionò Ascoli al 15º posto; un anno dopo Italia Oggi la mise al 16º posto.
| Anno | Qualità della Vita(Il Sole 24 ORE) | Qualità della Vita(Italia Oggi) | RapportoEcosistema Urbano(Legambiente) |
| ---- | ---------------------------------- | ------------------------------- | -------------------------------------- |
| 2015 | 21°                                | 20°                             | 47°                                    |
| 2016 | 42°                                | 18°                             | 15°                                    |
| 2017 | 15°                                | 32°                             | 41°                                    |
| 2018 | 27°                                | 16°                             | 68°                                    |
| 2019 | 26°                                |                                 |                                        |
| 2020 | 13°                                |                                 |                                        |
| 2021 | 35°                                |                                 |                                        |
| 2022 | 42°                                |                                 |                                        |

### Comuni
Appartengono alla provincia di Ascoli Piceno i seguenti 33 comuni:
| Comune                     | Popolazione ab. (30 aprile 2025) | Superficie km² | Stemma |
| -------------------------- | -------------------------------- | -------------- | ------ |
| Acquasanta Terme           | 2 406                            | 138,06         |        |
| Acquaviva Picena           | 3 598                            | 20,90          |        |
| Appignano del Tronto       | 1 634                            | 22,99          |        |
| Arquata del Tronto         | 923                              | 92,56          |        |
| Ascoli Piceno              | 45 249                           | 158,02         |        |
| Carassai                   | 999                              | 22,31          |        |
| Castel di Lama             | 8 422                            | 10,97          |        |
| Castignano                 | 2 521                            | 38,90          |        |
| Castorano                  | 2 256                            | 14,08          |        |
| Colli del Tronto           | 3 679                            | 5,94           |        |
| Comunanza                  | 2 909                            | 54,07          |        |
| Cossignano                 | 856                              | 15,06          |        |
| Cupra Marittima            | 5 352                            | 17,19          |        |
| Folignano                  | 8 689                            | 14,77          |        |
| Force                      | 1 693                            | 34,20          |        |
| Grottammare                | 15 940                           | 17,66          |        |
| Maltignano                 | 2 181                            | 8,16           |        |
| Massignano                 | 1 589                            | 16,39          |        |
| Monsampolo del Tronto      | 4 374                            | 15,49          |        |
| Montalto delle Marche      | 1 825                            | 34,10          |        |
| Montedinove                | 442                              | 11,89          |        |
| Montefiore dell'Aso        | 1 938                            | 28,08          |        |
| Montegallo                 | 384                              | 48,59          |        |
| Montemonaco                | 518                              | 67,52          |        |
| Monteprandone              | 13 043                           | 26,38          |        |
| Offida                     | 4 549                            | 49,21          |        |
| Palmiano                   | 153                              | 12,54          |        |
| Ripatransone               | 4 135                            | 74,16          |        |
| Roccafluvione              | 1 137                            | 60,80          |        |
| Rotella                    | 781                              | 27,17          |        |
| San Benedetto del Tronto   | 46 964                           | 25,31          |        |
| Spinetoli                  | 7 146                            | 12,41          |        |
| Venarotta                  | 1 882                            | 30,03          |        |
| Provincia di Ascoli Piceno | 200 258                          | 1.228,23       |        |

### Comuni più popolosi
| Stemma | Immagine | Comune                   | Popolazione ab. (30 aprile 2025) | Superficie km² | Densità ab./km² | Descrizione |
| ------ | -------- | ------------------------ | -------------------------------- | -------------- | --------------- | --- |
|        |          | San Benedetto del Tronto | 46 964                           | 25,31 km²      | 1 870,64        | Situata sulle rive del torrente Albula, si estende dal fiume Tesino al fiume Tronto, rappresenta la principale località balenare della Riviera delle Palme; la consistente ricettività turistica ne fanno una delle mete turistiche balneari più importanti del mare Adriatico. Vanta un importante porto peschereccio e il più grande mercato ittico dell'Adriatico. È caratterizzata da alcune delle architetture più importanti della provincia: la Torre dei Gualtieri costruita tra il XII e il XIII secolo, e il Lungomare, inaugurato nel 1932, caratterizzato dalla presenza di migliaia di palme di varie specie. Da sempre San Benedetto si fregia del vessillo della Bandiera Blu, indice della salubrità delle acque di balneazione così come dell’attenzione posta sulla complessiva qualità ambientale della città. |
|        |          | Ascoli Piceno            | 45 249                           | 158,02 km²     | 300,94          | Città di origini antiche, Giuseppe Marinelli scrive che la nascita dell'insediamento risalirebbe a 1600 anni prima della fondazione di Roma, di notevole interesse turistico, è situata sulla Valle del Tronto fra il fiume Tronto e il torrente Castellano a un'altezza di 154 m s.l.m. e dista circa 28 km dal mare Adriatico. Il centro di Ascoli è costruito quasi interamente in travertino ed è considerato uno dei più belli dell'Italia centrale, fiore all'occhiello è la rinascimentale Piazza del Popolo, una delle piazze più belle d'Italia, nella quale si svolgono eventi legati alle due più importanti e famose manifestazioni cittadine: il Carnevale e la Quintana, definita come il salotto cittadino, è il luogo simbolico per eccellenza della città. La città è anche conosciuta per l'oliva ascolana, specialità gastronomica nata ad Ascoli Piceno e diffusa in tutto il mondo. È la seconda città della provincia di cui è capoluogo. |
|        |          | Grottammare              | 15 940                           | 17,66 km²      | 913,02          | Città medievale di notevole interesse turistico, è posta a nord della foce del fiume Tesino, e si sviluppa lungo il litorale dell'Adriatico. Situata a nord di San Benedetto del Tronto, con cui confina e forma un unico agglomerato urbano, è parte integrante della Riviera delle Palme, notevole è la ricettività turistica, si fregia da diversi anni del vessillo della Bandiera Blu, è denominata la Perla dell'Adriatico. Fiore all'occhiello della città è il Paese Alto, che ha ricevuto importanti riconoscimenti come quello dei I borghi più belli d'Italia. |
|        |          | Monteprandone            | 13 043                           | 26,38 km²      | 488,29          | Cittadina di origini antiche, situata a circa 5 km dal mare Adriatico, sorge a 288 m s.l.m., dal quale si ammirano il mare Adriatico, l'ampia valle del Tronto, la Maiella, il Gran Sasso e i Monti Sibillini. Importante polo industriale è la frazione Centobuchi. |

### Comuni meno popolosi

Gonfalone della provincia

| Stemma | Immagine | Comune      | Popolazione ab. (30 aprile 2025) | Superficie km² | Densità ab./km² | Descrizione |
| ------ | -------- | ----------- | -------------------------------- | -------------- | --------------- | --- |
|        |          | Palmiano    | 153                              | 12,7 km²       | 12,28           | L'abitato del paese di Palmiano sorge nella zona collinare del territorio nord-ovest della catena appenninica del comprensorio ascolano, nella valle del torrente Cinante. |
|        |          | Montegallo  | 384                              | 48,59 km²      | 8,58            | Situato ai piedi del Monte Vettore, le attrazioni del territorio di Montegallo sono rappresentate sicuramente dalle bellezze paesaggistiche e naturalistiche della zona. Oltre alle bellezze naturali sono presenti anche molti luoghi di interesse storico, artistico e religioso. |
|        |          | Montedinove | 442                              | 11,89 km²      | 38,14           | Il paese sorge su un colle a 561 m s.l.m. tra le valli dell'Aso e del Tesino, alle pendici del Monte Ascensione.In autunno si svolge il festival "Sibillini in Rosa" dedicato alla mela rosa dei Monti Sibillini.                                                                   |
|        |          | Montemonaco | 518                              | 67,81 km²      | 7,67            | Montemonaco sorge nell'alta valle dell'Aso, su un leggero pianoro di cresta prospiciente Monte Zampa e Monte Sibilla ad una quota di 988 m s.l.m. È per altezza il secondo comune delle Marche.                                                                                     |

### Comunità montane
- Comunità montana dei Sibillini
- Comunità montana del Tronto

### Gemellaggi
La provincia di Ascoli Piceno è gemellata con:
- Spalato
- Derbyshire
- Contea di Jianhu
- Provincia di Saragozza
- Distretto di Galați

## Cultura

### Il dialetto
Nel multiforme panorama dei dialetti marchigiani le parlate picene o aso-truentine costituiscono un gruppo afferente al tipo abruzzese (meridionale intermedio) piuttosto che a quello mediano. Nei comuni settentrionali, però, l'influsso marchigiano si fa schietto e lungo la Valdaso determina una fascia di parlate chiaramente ascrivibili, seppur con qualche peculiarità, al maceratese-fermano-camerte. Alcuni comuni di confine, come Montalto delle Marche, possono presentare una bipartizione del proprio vernacolo fra il modello ascolano e quello fermano.
Complessivamente i dialetti del Piceno si dividono in tre sottogruppi eterogenei, tutti comunque caratterizzati da un complesso vocalismo. Il truentino (tipo sambenedettese), specialmente litoraneo, è in questo senso la variante estrema, potendo giungere a una piena rotazione delle vocali toniche. Risalendo la valle del Tronto si intensificano gli influssi del capoluogo, che sconfinano anche nei comuni limitrofi del teramano, caratterizzandosi per la sistematica dittongazione metafonetica. Il gruppo nordorientale di transizione, infine, deve alla sua posizione geografica la realizzazione in alcuni dialetti (ripano, ma su questa scia anche cossignanese e grottese) di un esito inusuale: si tratta infatti del primo e più clamoroso caso riconosciuto di declinazione del verbo nelle lingue romanze. La scoperta di questo fenomeno si deve a uno studioso locale, il montefiorano Francesco Egidi, che fu anche autore di un Dizionario dei dialetti piceni fra Tronto e Aso.

## Economia
Fra le diverse aree industriali della provincia, le maggiori sono quella che si sviluppa da Campolungo a Centobuchi, lungo la Valle del Tronto, in cui sono presenti numerose aziende di carattere nazionale e internazionale con stabilimenti produttivi attivi nella gomma, carta, prodotti farmaceutici si evidenziano la produzione di elicotteri, quella di mobili per bagno e la trasformazione dei prodotti ortofrutticoli.  Di notevole interesse economico sono anche le svariate attività, sia al dettaglio sia all'ingrosso. Nell'economia agricola prevalgono la produzione dell'olio e la vitivinicoltura, si producono il Rosso Piceno (novello e Superiore)  il Falerio dei Colli Ascolani, Vino Pecorino. Diversi gli allevamenti di suini, avicoli, bovini e ovini.
Di notevole importanza è il Porto di San Benedetto del Tronto, l'unico nella provincia, un polo peschereccio e turistico di primaria importanza nazionale, per decenni è stato il principale porto peschereccio d'Italia, di vitale importanza era la pesca oceanica, quella sambendettese era una delle marinerie più forti nel mondo con la sua flottiglia di 90 pescherecci oceanici,  sebbene in continuo calo, il porto e la marineria sambenedettese, per quantità di pesce pescato e numero di pescherecci è uno dei maggiori mercati ittici d'Italia.

### Turismo

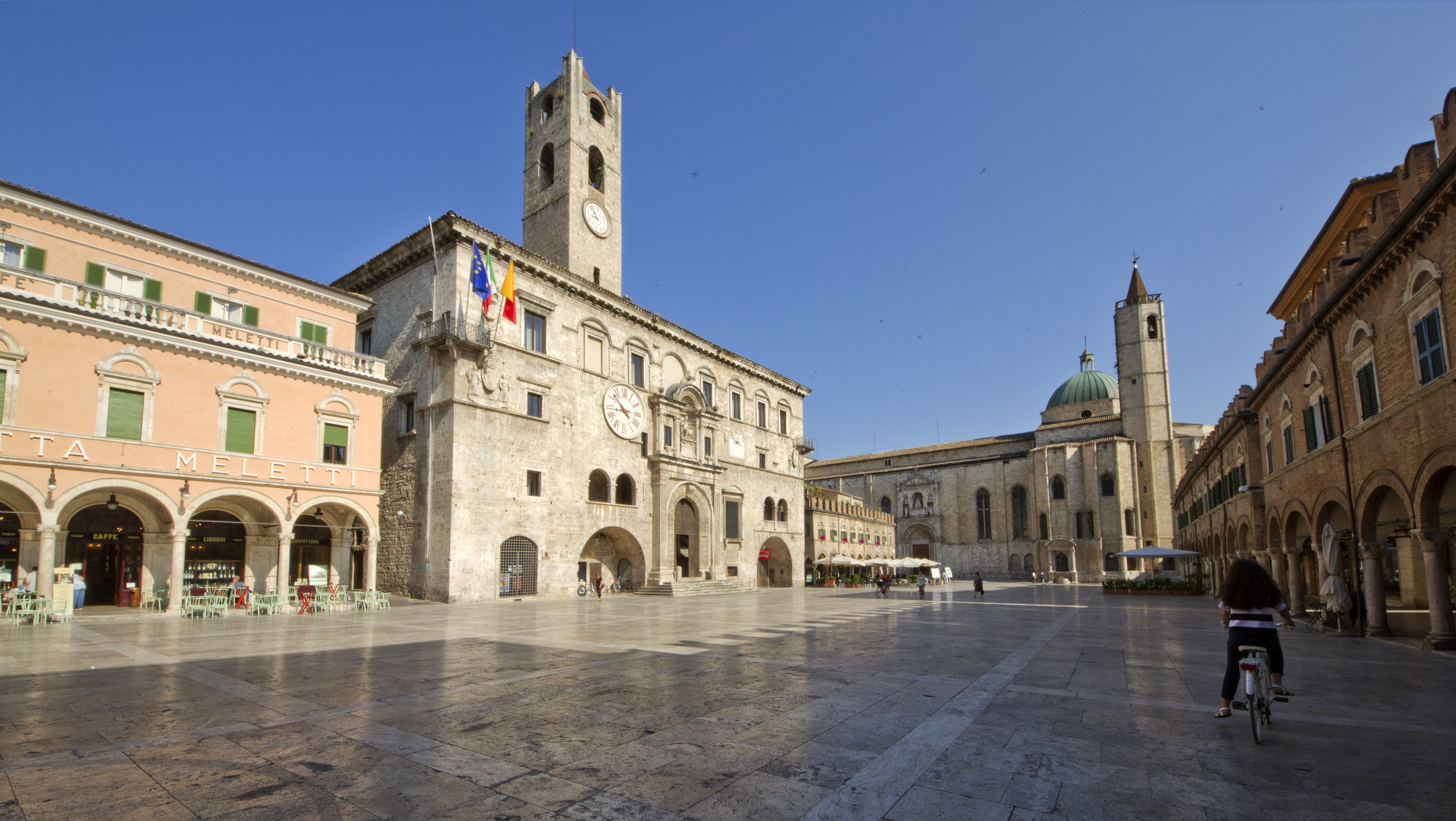
Ascoli Piceno - Piazza del Popolo

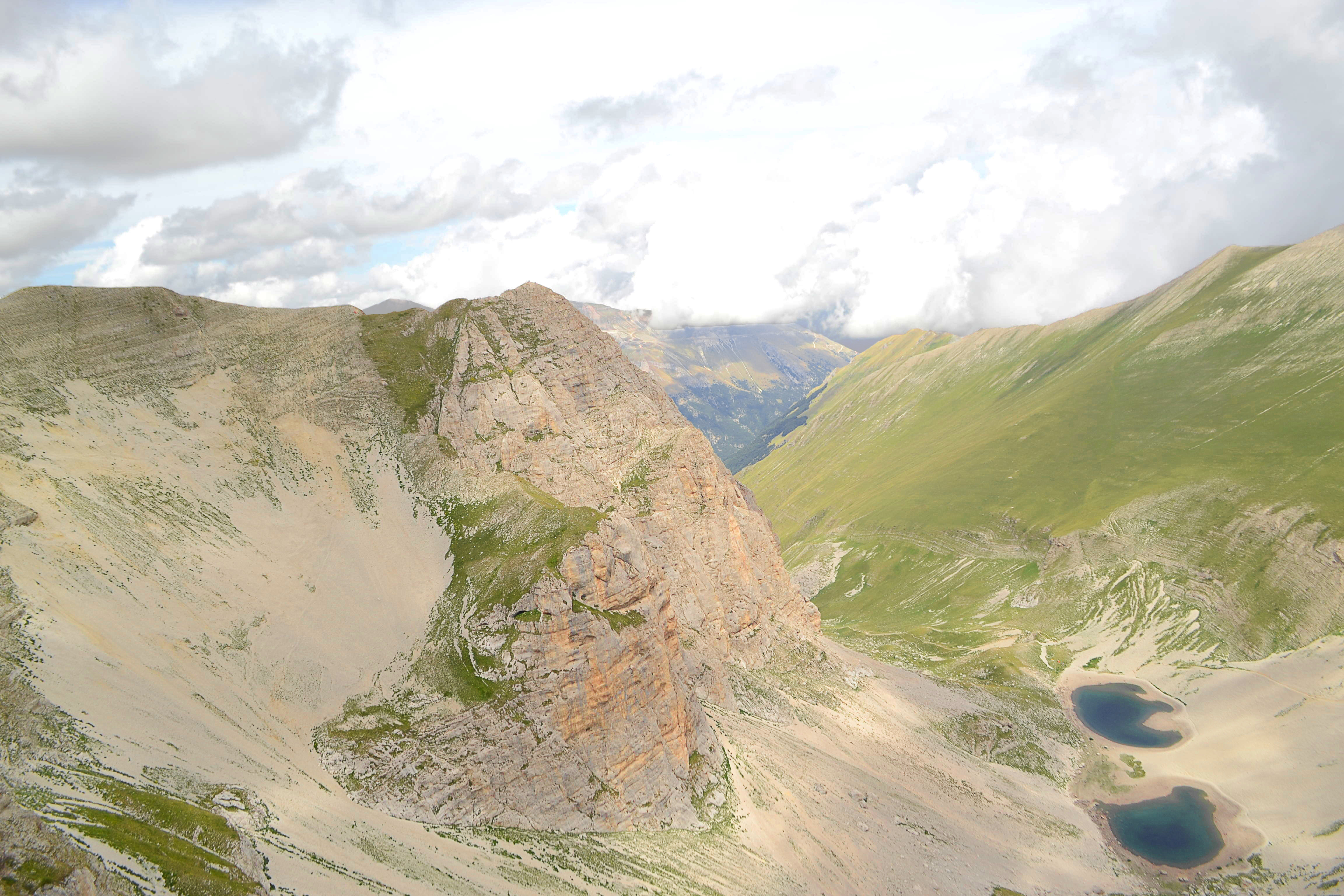
Monti Sibillini: La Cima del Redentore a sinistra, il Pizzo del Diavolo al centro e il Lago di Pilato in basso a destra

Il turismo nella provincia è soprattutto balneare, di notevole importanza è la Riviera delle Palme, rappresenta uno dei maggiori poli turistici dell'Italia centrale, denominazione turistica che individua il tratto di costa marchigiana che va da Cupra Marittima alla foce del Tronto, caratterizzata dalla presenza dalla varietà di migliaia di palme. Confluiscono nel consorzio turistico non solo le località balneari, vi sono località dell'entroterra fra le quali Acquaviva Picena, Monteprandone, Offida e Ripatransone; che si sviluppano nelle vicinanze delle località principali San Benedetto del Tronto e Grottammare. Ascoli Piceno, città ricca di arte, è la principale località del turismo culturale.
Il turismo montano è rappresentato dalla catena montuosa dei Monti Sibillini, con una lunghezza da nord a sud di circa 40 km, presentano numerose cime che superano i 2 000 m di altitudine, come la maggiore del gruppo, il monte Vettore. il turismo montano è in forte calo in provincia, dovuto al Terremoto del Centro Italia del 2016 e del 2017, che ha devastato tutte le principali località della comunità montana dell'alto ascolano.

## Infrastrutture e trasporti

### Strade
Autostrade:
- Autostrada Adriatica

Raccordi autostradali:
- Superstrada Ascoli-Mare

Strade statali:
- Via Salaria
- Adriatica
- Piceno Aprutina
- Tre Valli Umbre

### Ferrovie
- Ferrovia Adriatica: attraversa la pianura costiera ed i comuni di San Benedetto del Tronto, Grottammare e Cupra Marittima.
- Ferrovia Ascoli Piceno-San Benedetto del Tronto: è una linea ferroviaria  di interesse regionale che collega la città Ascoli Piceno con San Benedetto del Tronto e con la ferrovia Adriatica.

### Porti
Gli unici approdi della provincia sono concentrati nel porto di San Benedetto del Tronto

### Enogastronomia

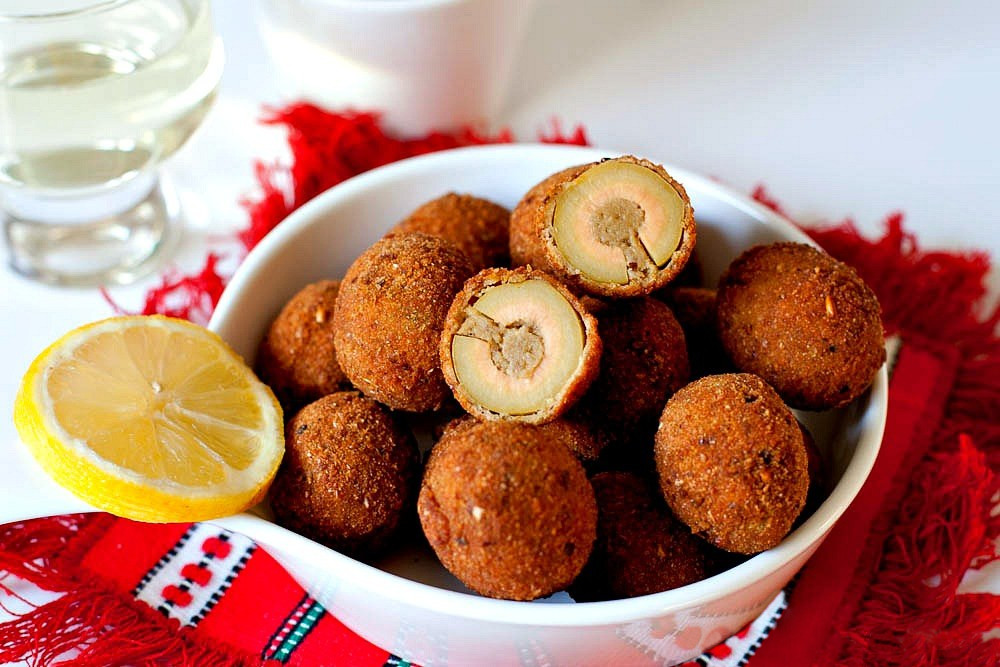
Olive all'ascolana

#### Gastronomia
La cucina del territorio piceno si alterna seguendo le tradizioni dell'entroterra con quelle marinare, mescolando le due tradizioni. Le prelibatezze principali sono le olive all'ascolana, conosciute in tutto il territorio italiano e oltre i confini, generalmente servite assieme ad altri prodotti fritti come antipasto (Il fritto misto all'ascolana), anche se tradizionalmente vengono considerate un secondo piatto. Nella zona di San Benedetto del Tronto e in tutta la Riviera delle Palme, esiste le Olive Ripiene alla Sambenedettese, sono la versione a base di pesce delle olive ascolane.
I primi piatti sono quelli della cucina tipicamente ascolana e sambenedettese, come i "maccheroni alla chitarra",i cappelletti, caratteristici tortellini a forma di cappello di prete in brodo di cappone, o il timballo ascolano, simile alle lasagne, ma con aggiunta di mozzarella e ragù di solo manzo. È il piatto delle feste più solenni, come Natale e Sant'Emidio. La tradizionale focaccia bianca ascolana è la cosiddetta cacciannanzë,condita con aglio, olio e rosmarino. il suo significato alle parole dialettali caccià, ossia tirare fuori, e 'nnanzë, cioè prima.
Lungo la costa la fa da padrona la tipica cucina marinara a base di pesce dagli antipasti, alle grigliate di pesce e le fritture di paranza. Il Brodetto alla sambenedettese, piatto tipico della zona di San Benedetto del Tronto, è una zuppa di pesce, senza pomodoro (al limite con pomodoro verde) e con l'aggiunta di peperoni e aceto, unica nel suo genere.
Fra i dolci ci sono il frustingo, la tradizionale Pizza di Pasqua e le Pesche dolci.

#### Vini
Per quanto riguarda gli alcolici, tutta la zona dell'ascolano è nota per la produzione del Rosso Piceno Superiore, del Falerio, Passerina e Vino Pecorino.Tradizionale delle zone rurali e montane è il vino cotto, ottenuto dalla concentrazione del mosto mediante cottura, diffuso in tutte le Marche meridionali e parte del vicino Abruzzo.

## Sport
Calcio: L'Ascoli Calcio 1898 FC milita nel campionato di Serie C. La U.S. Sambenedettese e l'Atletico Ascoli militano in Serie D.

### Impianti sportivi

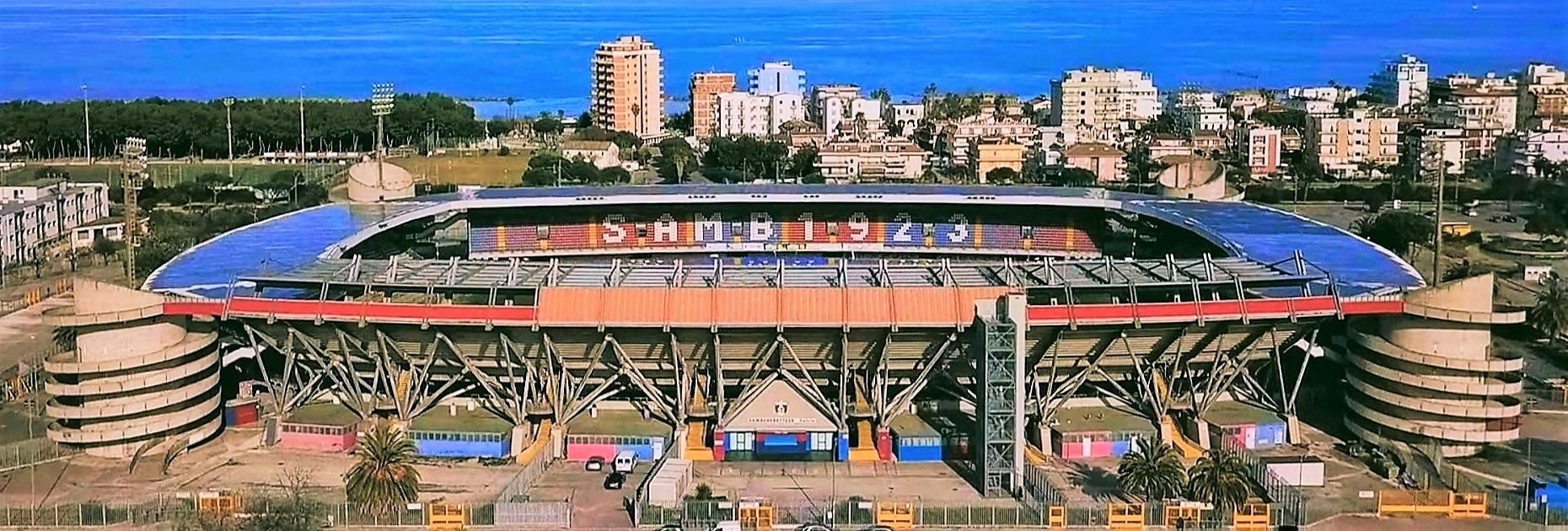
Stadio Riviera delle Palme

I dati della capienza dei singoli impianti sono in base agli attuali posti a sedere omologati:
- Stadio Riviera delle Palme — 13 786 pp. (calcio).
- Stadio Cino e Lillo Del Duca — 11 326 pp. (calcio).
- Stadio Ferruccio Corradino Squarcia — 5 000 pp. (torneo cavalleresco della Quintana di Ascoli Piceno).
- Palazzetto dello sport Bernardo Speca — 1 600 pp. (pallacanestro, pallavolo e calcio a 5)
- Palazzetto dello sport Ezio Galosi — 800 pp. (polifunzionale)
- Circolo Tennis Maggioni —  800 pp. (tennis, padel e calcio a 5)